# Erzsébet királyné útja
Az Erzsébet királyné útja Budapest XIV. kerületének egyik legfontosabb útvonala. A Hermina út és a Szuglói Körvasút sor között húzódik. A Hermina útnál a Zichy Mihály útban folytatódik a Városligetben, a körvasútsornál a rákospalotai Kolozsvár utcában. Keresztezi a Rákos-patakot. Nevét Erzsébet királyné (1837–1898) után kapta 1879-ben.

## Története
Az 1700-as évek végétől a mai Deák tértől észak felé tartó utak egyikének a része volt, amely a mai Király utcán, a fasoron és a ligeten át vezetett Rákospalota irányába, majd a Városliget kiépülése idején jött létre ez a fontos városi út. Az út névadója Erzsébet királyné (1837–1898) osztrák császárné, 1867-től magyar királyné volt. A királyné gyakran lovagolt ki ezen az országúton Fót, Gödöllő felé a ligetből, ahol bizonyos években szinte minden nap megfordult. Útközben rendszeresen megpihent Andrássy Aladár Columbus utcai vadászházában.
Első neve 1870-ben Erzsébet út volt. 1873-ban Budapest létrejöttekor a VI. és VII. kerület határútja lett. 1879-től Erzsébet királyné útja a neve, ami csak 1919-ben a Tanácsköztársaság idején változott Zrinyi Ilona útra. 1935. június 15-én az újonnan létrehozott XIV. kerület része lett. A Hermina út és Nagy Lajos király útja közötti rész Herminamező, a további a szuglói körvasútsorig Alsórákos városrészhez tartozik.
1896-ban Frim Jakab az Erzsébet királyné útja 15–17. alatt nyitotta meg első pesti gyógypedagógiai intézetet, miután a rákospalotai intézetét anyagi gondok miatt az államnak adta át.
1937-ben nyílt meg az Erzsébet királyné útja egyetlen mozija Star néven a 36/b szám alatt, de jogvita miatt hamarosan Stand lett a neve. Az 1950-es évek elején Éva mozi néven üzemelt, majd az 1995-ben végleg megszűnt.
1954 és 1957 között az Erzsébet királyné útja – Uzsoki utca – Dorozsmai utca – Laky Adolf utca által határolt területen új lakótömb épült 24 házzal, 257 lakással. 1958-ban készült el a telephez az új iskola, a mai Jókai Mór Általános Iskola.
1961. augusztus 6-án a HA-TSA lajstromjelű Malév sétarepülőgépe Zuglóban szenvedett balesetet, amikor a Lumumba utca 224-es számú lakóházára zuhant, egy háznyira az Erzsébet királyné útjától. A balesetben a személyzet, az utasok, és a földön tartózkodó három ember lelte halálát.
1999. október 27-én az Erzsébet királyné útja 32. számú házban fogták el a szökésben lévő Ambrus Attilát.

Erzsébet királyné útja anno
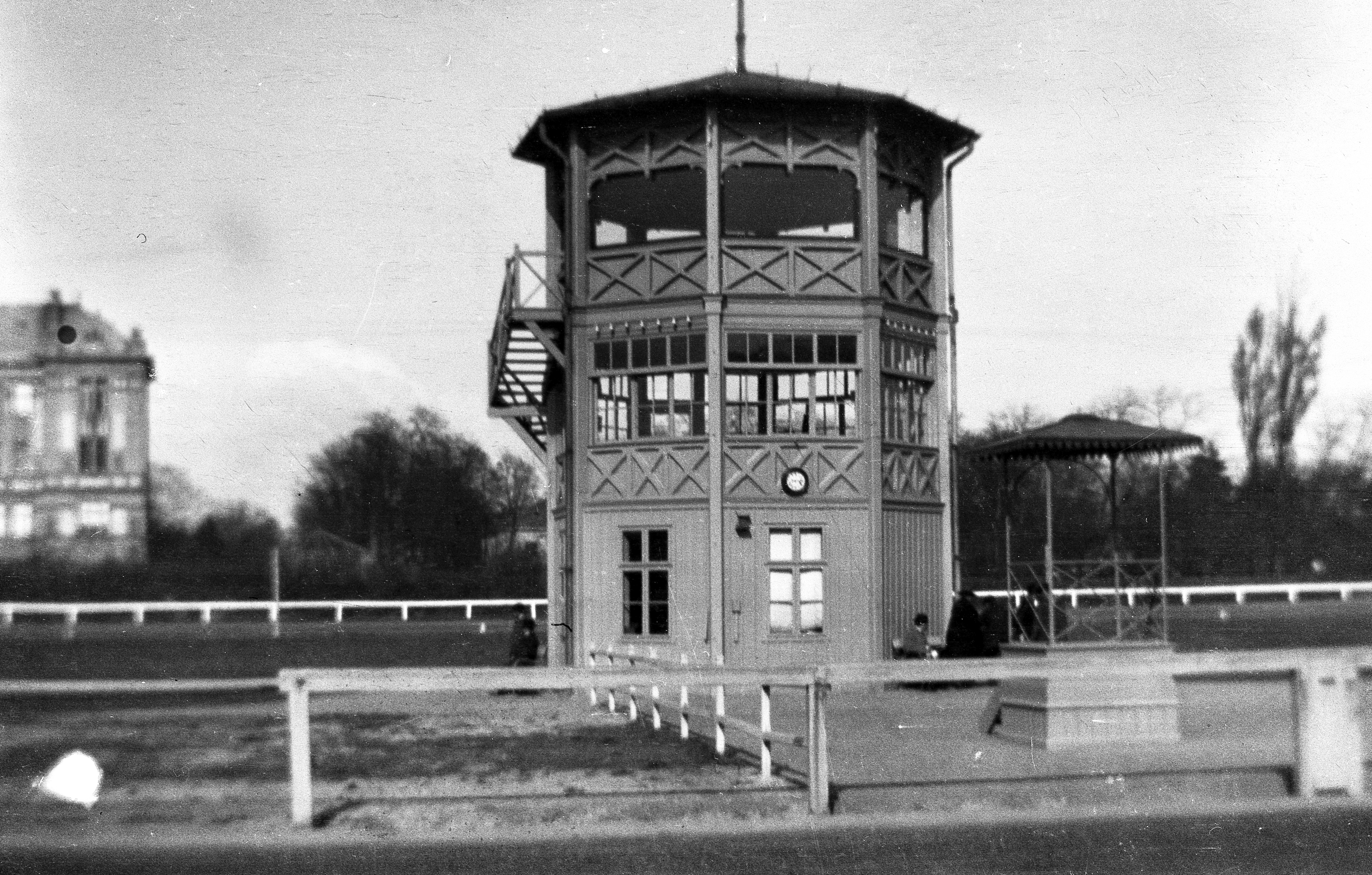
1917 – Ügetőpálya
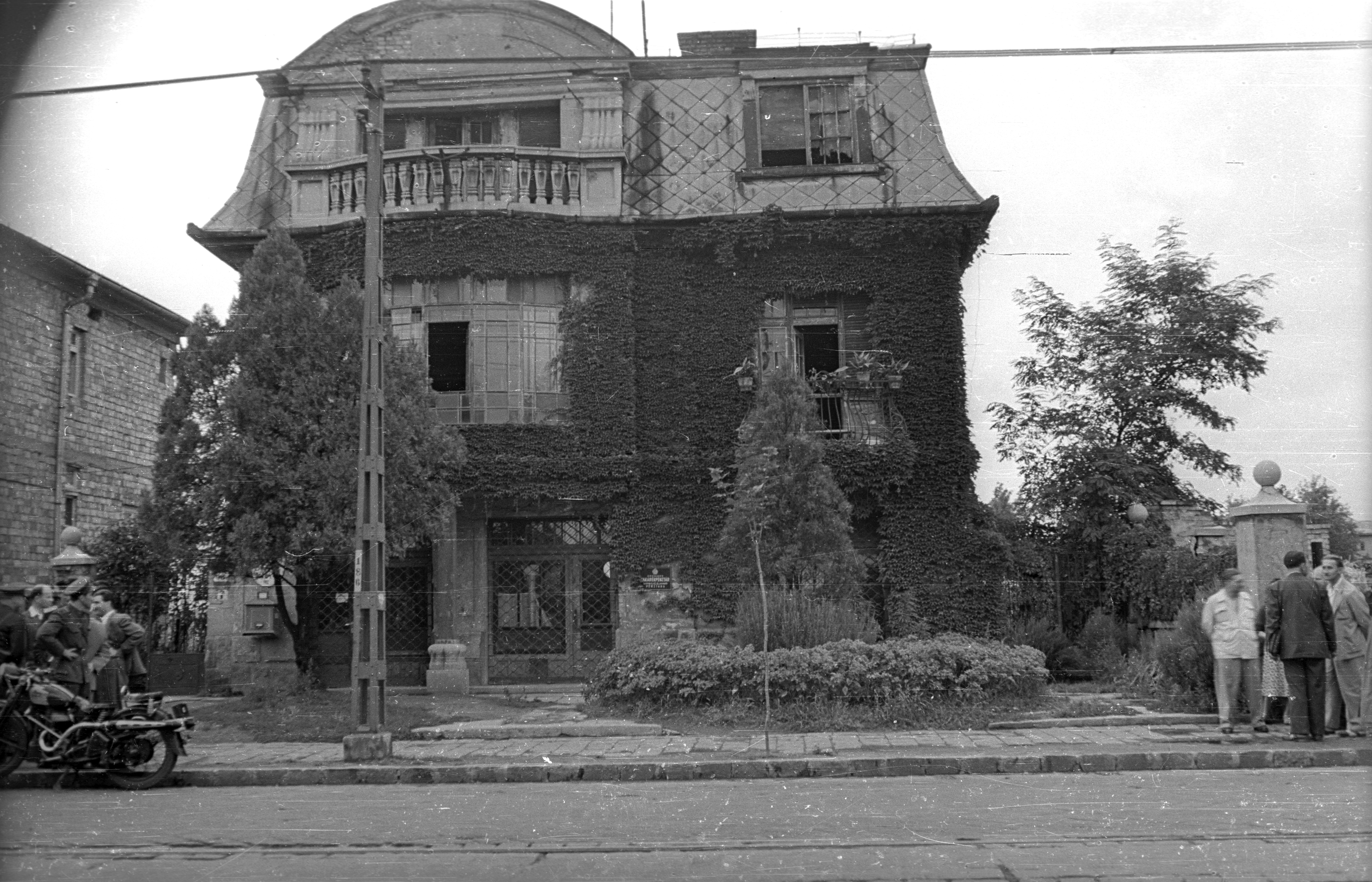
1956 – Postahivatal (Erzsébet királyné útja 98.)
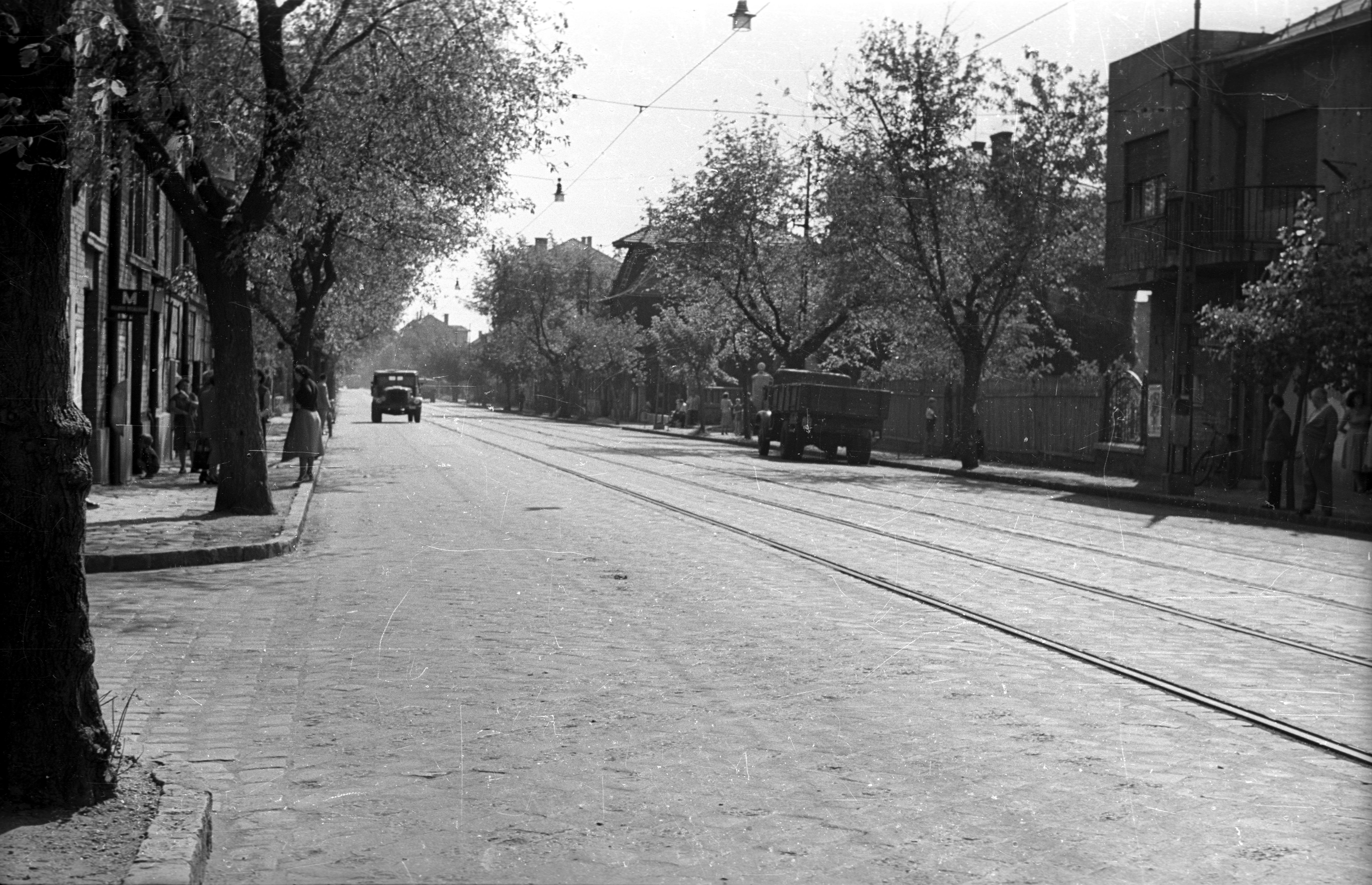
1956 – a Miskolci utcától a Rákos-patak irányába nézve
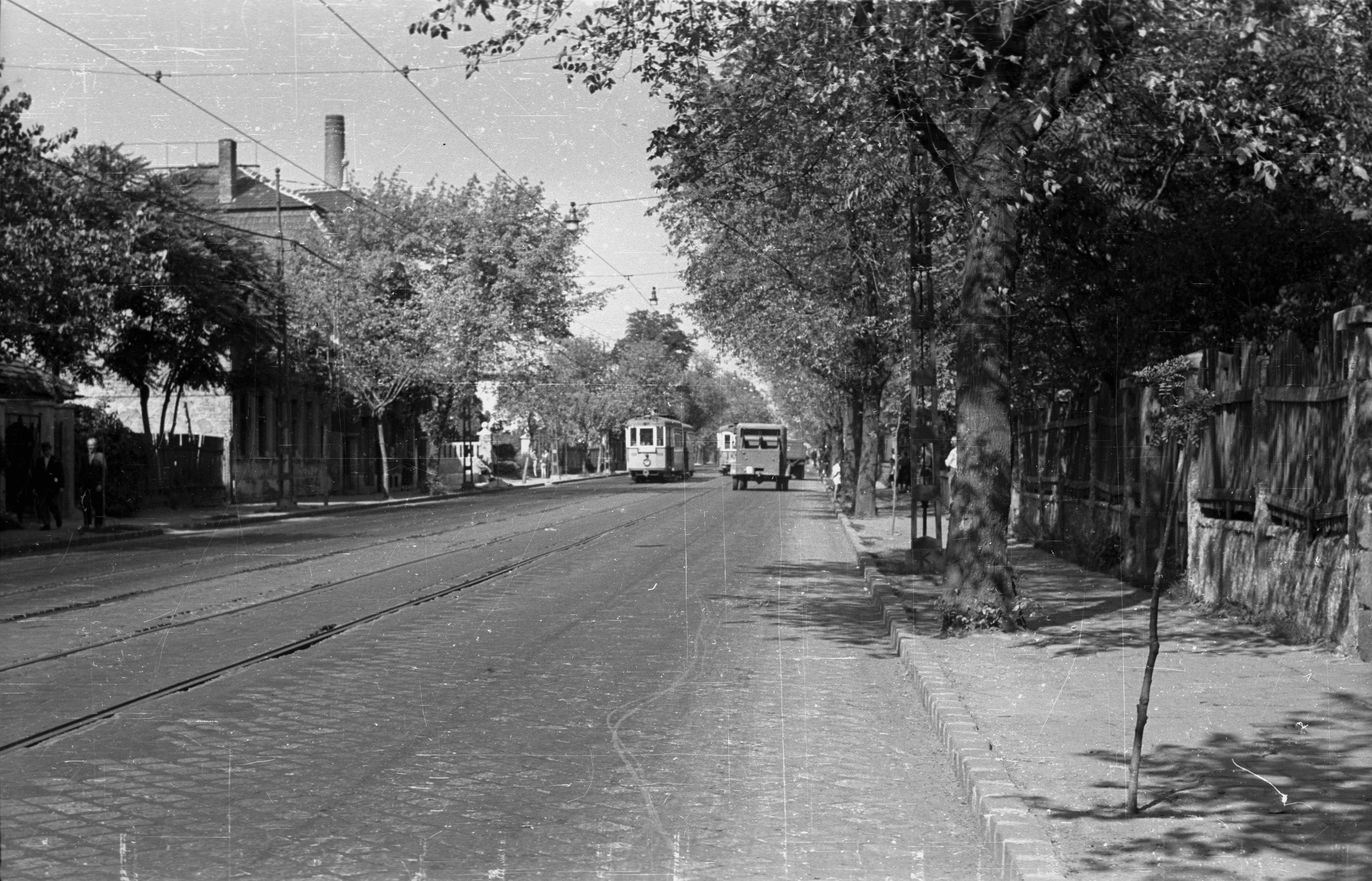
1956 – a Kassai köztől a Miskolci utca irányába nézve
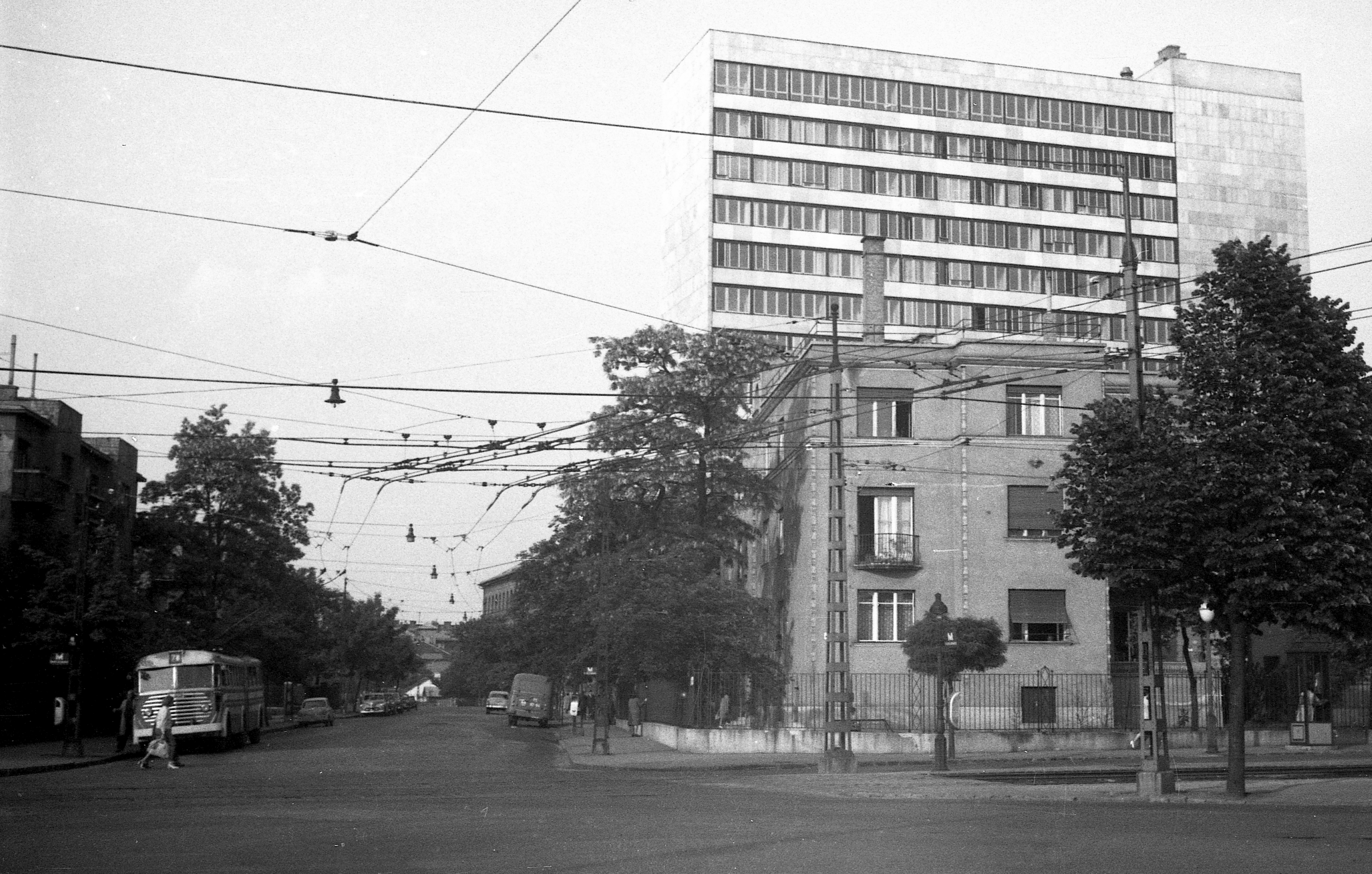
1965 – Hermina (Május 1.) út és Erzsébet királyné útja kereszteződése

### Híres lakói
- Barna Ignác (1822–1894) fogorvos, költő, műfordító, az MTA levelező tagja (4.)[5]
- Barta Tamás (1948–1982) gitáros, énekes, dalszerző (77/b)[6]
- Csutorás Mihály (1912–1956) olimpiai válogatott labdarúgó (51.)[7]
- Frim Jakab (1852–1919) tanító, gyógypedagógus (17.)
- Gutwillig József (?–?) építőmester (15.)
- Haggenmacher Henrik (1827–1917) nagyiparos (1/c)
- Hajagos Károly (1884–1955) színész, operaénekes (4.)[8]
- Hamvas Béla (1897–1968) író, filozófus (11.)
- Kemény Gábor (1883–1948) Kossuth-díjas pedagógus, szakíró (11.)
- Kemény Katalin (1909–2004) író, műfordító (11.)
- Ladányi Gedeon (1914–1990) gyorskorcsolyázó, kerékpáros, szakíró, olimpikon (4.)[9]
- Laky Adolf (1829–1910) ötvösművész, mecénás (25.)
- Pelikán József (1913–1969) építészmérnök, egyetemi tanár (4.)[10]
- Pucher József (1835–1904) építész (25.)
- Ruttkai Antal (?–?) kereskedő, a Magyar Divatcsarnok tulajdonosa (23.)
- Saáry Éva (1926–2016) főiskolai világbajnok műkorcsolyázó, olimpikon, edző (4.)[9]
- Slachta Margit (1884–1974) katolikus szerzetesnő, feminista politikus (17.)
- Tolnai Simon (1868–1944) könyv- és lapkiadó (12.)
- Vavrinecz Gábor (1896–1979) vegyészmérnök, a kémiai tudományok kandidátusa (72.)[11]

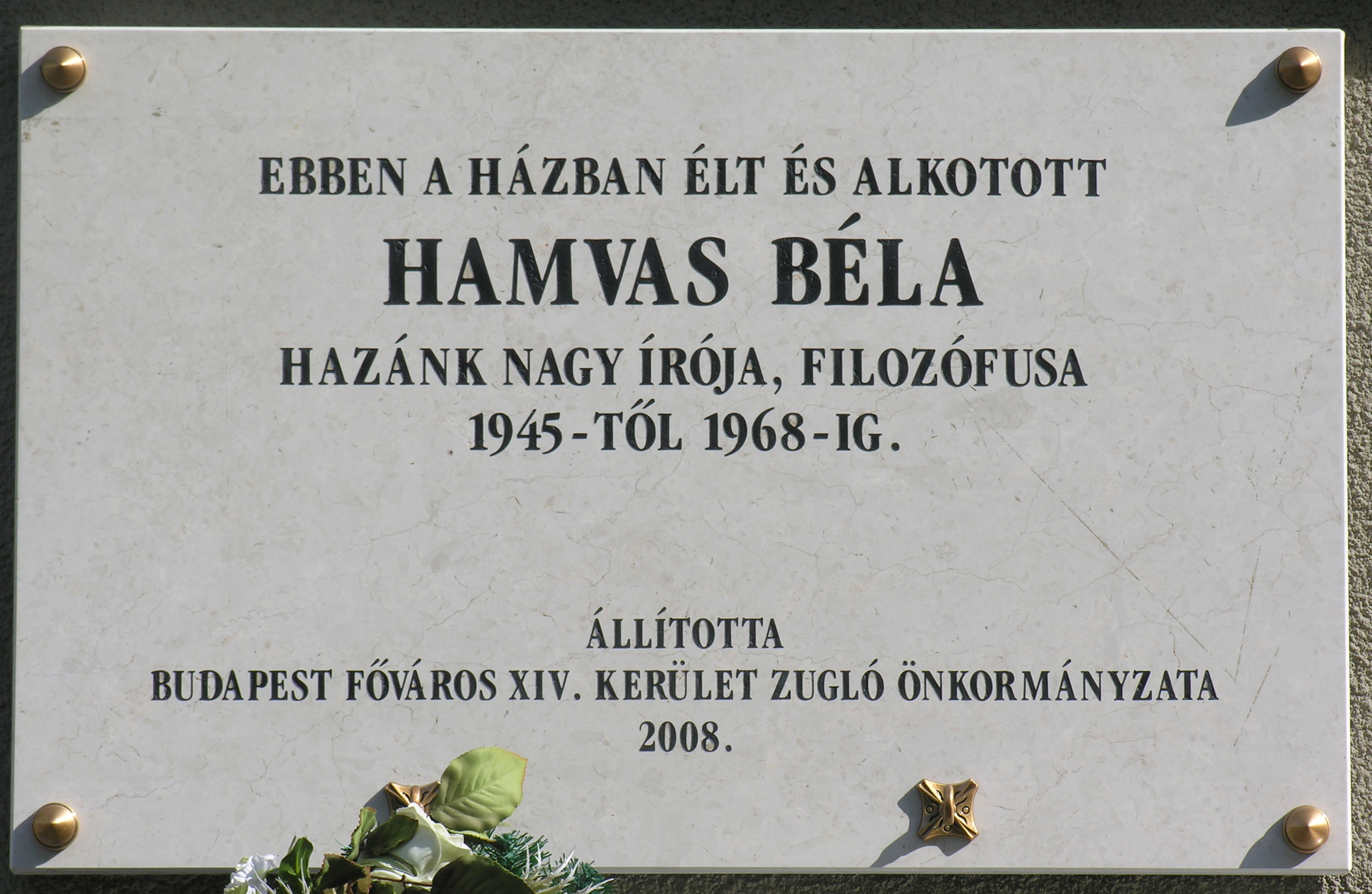
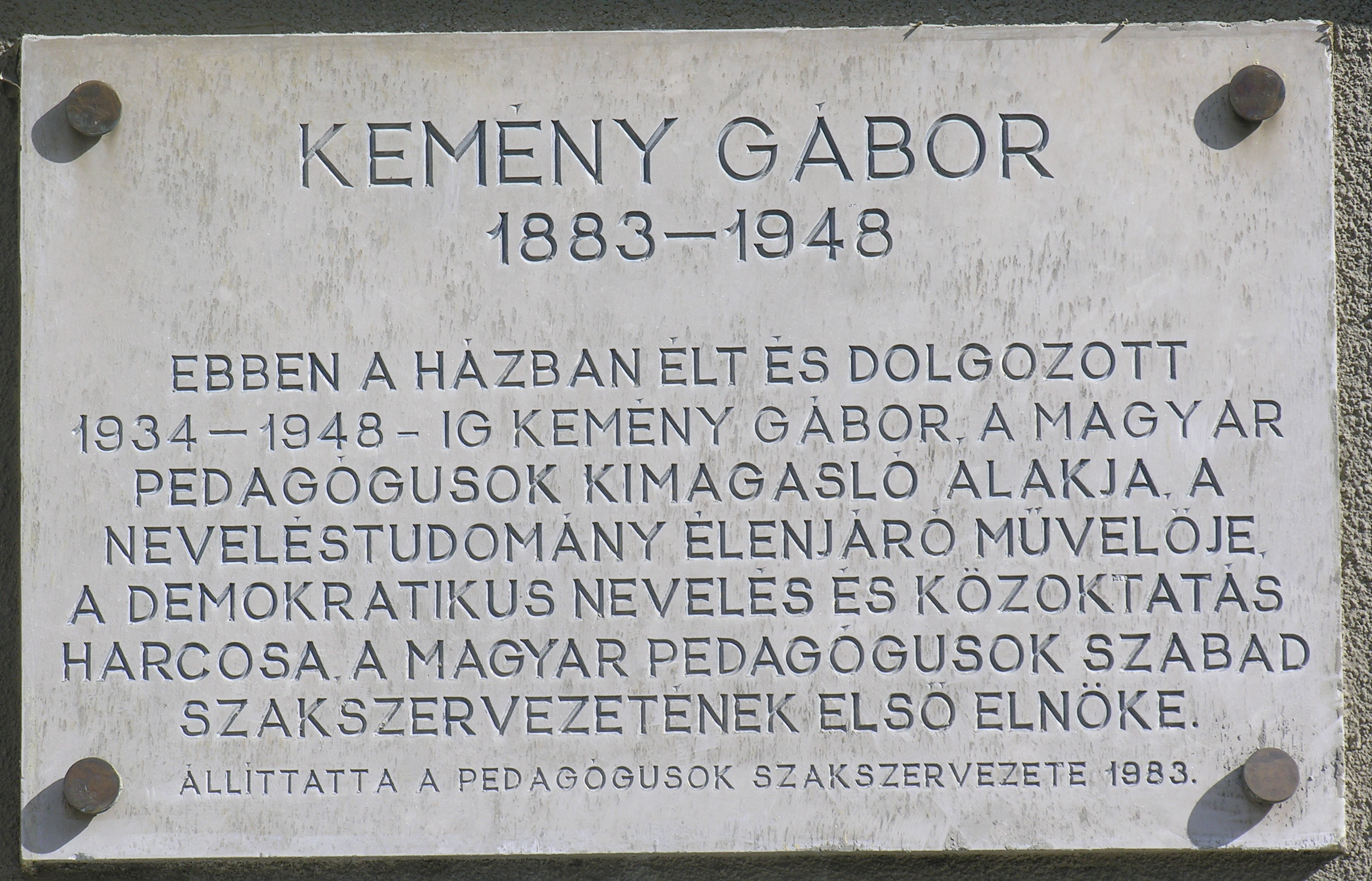

## Épületei

### A Hermina út és a Francia út között
1/a – lakóház
1911-től közel harminc évig ezen a telken működött a Jardin de Paris mulató színvonalas varietéműsorral. Legismertebb vezetője Goór Lajosné Wabitsch Lujza (1873–1964) volt, aki építtetője volt a jelenleg a telken álló épületeknek. A terveket Vágó Béla készítette. A kivitelezésre az 1920-as években került sor Spiegel Frigyes, Márkus Géza, Lipták Pál, Vágó László építészek és Lencs István építőmester közreműködésével. A bérvillák egy része a Hermina útra számozott.
1/b – lakóház
1902-ben Steiner Bertalan nyaralóvillát építtetett ide a telken álló portás és cselédház helyére. A villa tervezője Fogl Emil volt. Majd 1941-ben Goór Lajosné kétemeletes bérházat építtet a telekre Szőke Sándor tervei alapján.
1/c – Groupama irodaház
A telken az első házat Klemens János építtette, melyet Haggenmacher Henrik bővített reprezentáló palotává. Ennek helyén az 1960-as évek elején kezdték építeni a Vegyterv új székházát. 1962 végére készült el az alacsonyabb irodaház, míg a toronyépület 1966-ban került átadásra. Az 1980-as évek elejétől társbérlőként a Vegyépszer is ide költözött. 1995-ben a vegyipari cégek véglegesen kiköltöztek és helyüket biztosító társaságok foglalták el: a Hungária Biztosító, a Providencia, és az OTP. Napjainkban a Groupama Biztosító székháza.
3. – egykori Menház
A Chevra Kadisa építette 1891-ben a Sínylők Menházát Freund Vilmos tervei alapján. Az 1924–25-ös emeletráépítés tervezői Schwarz Jenő és Fábián István voltak. A második világháború után szociális otthonként működött. Jelenleg az Uzsoki Utcai Kórházhoz tartozik és a Krónikus és Rehabilitációs Belgyógyászati Osztályok működnek itt.

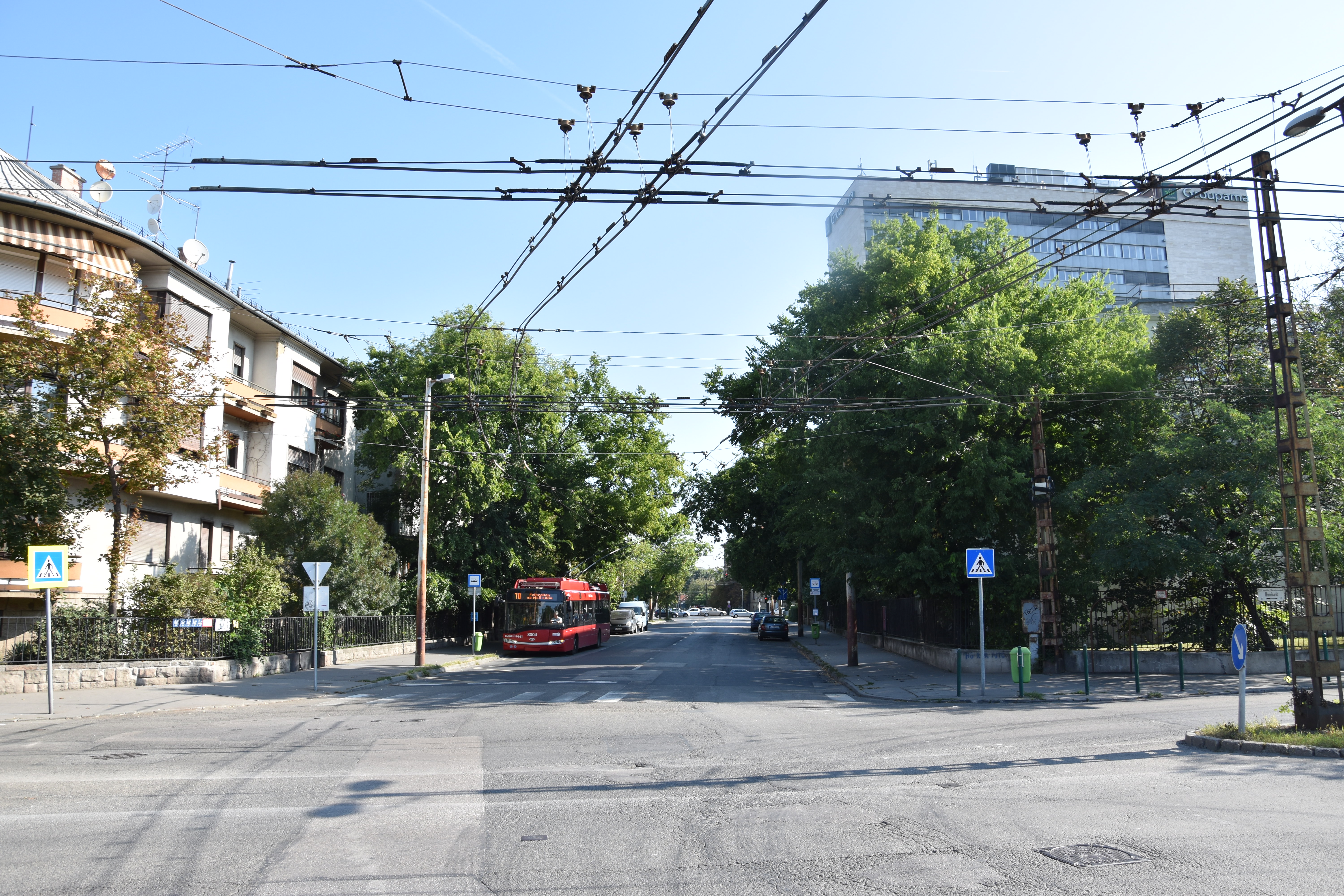
Az Erzsébet királyné útja eleje a Hermina útnál
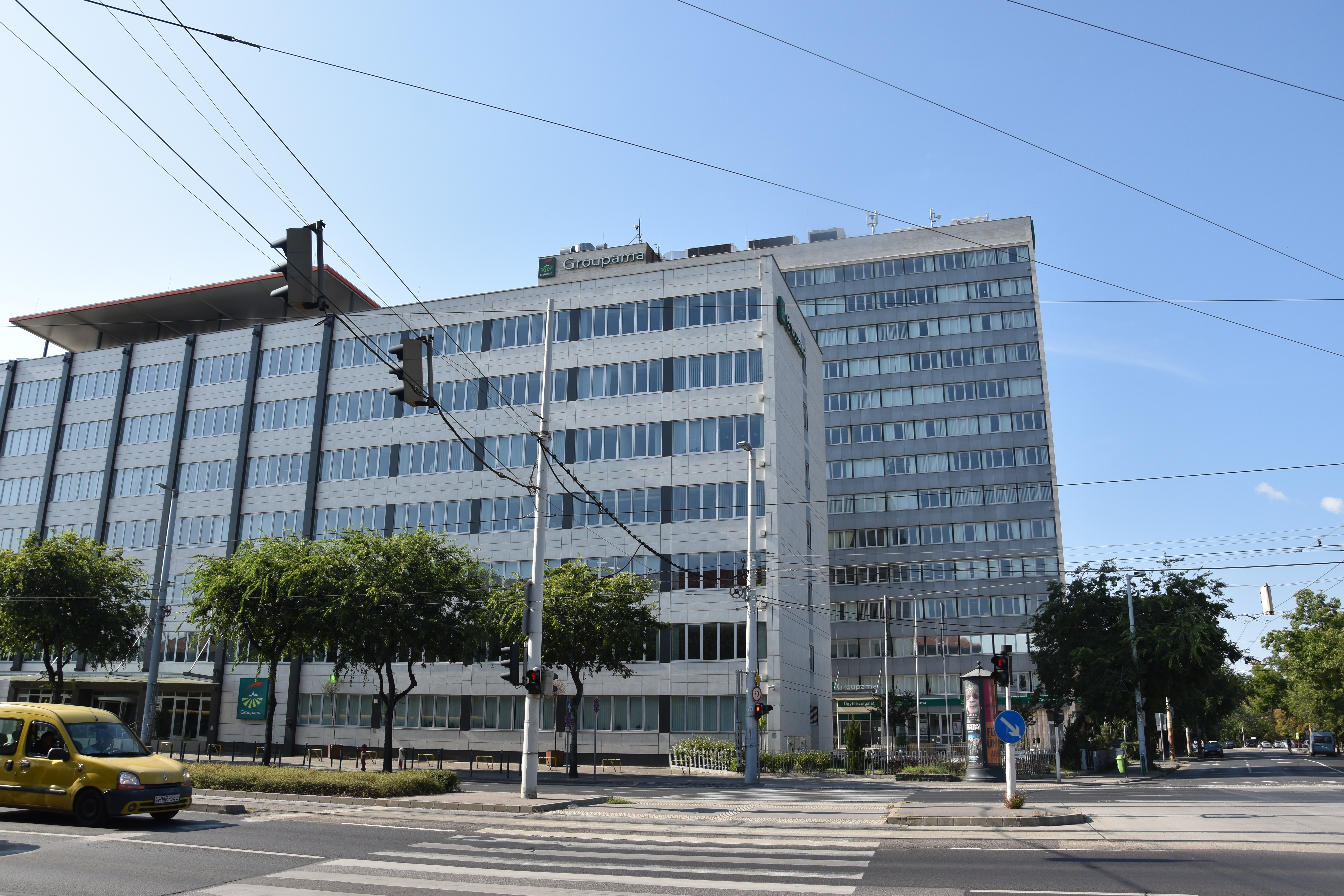
Groupama Irodaház (Erzsébet királyné útja 1/c)
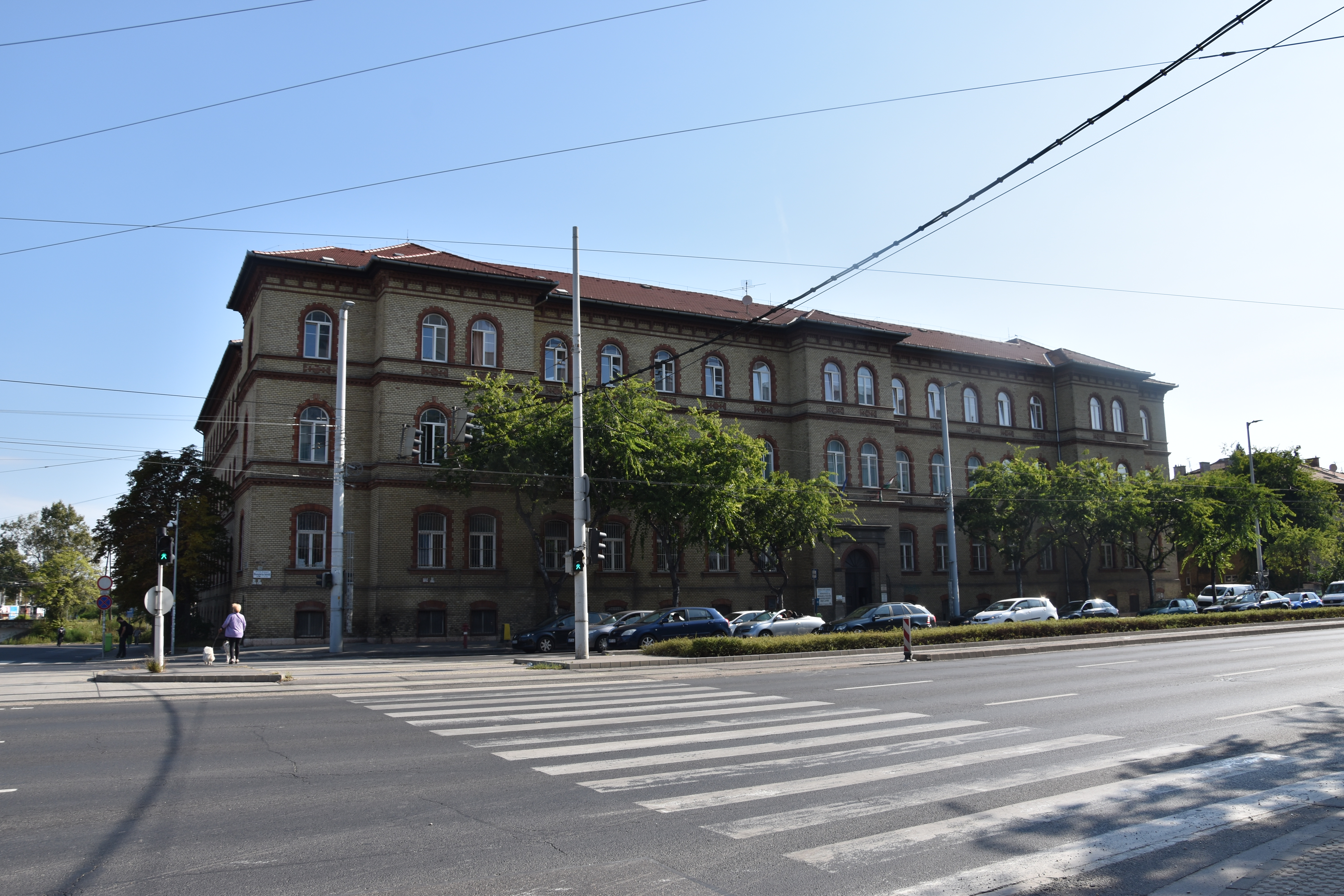
egykori menház (Erzsébet királyné útja 3.)

### A Mexikói út és a Nagy Lajos király útja között
5. – Trófea Grill Étterem Zugló
E helyen 1890-ben nyílt meg a Trieszti Nő vendéglő. Külteleki vendéglőnek számított, amely katonák és cselédek vasárnapi táncos helye volt. 1910-ben Neumann Jakab vásárolta meg, majd 1930-tól fia Viktor vette át az üzlet vezetését. 1945-ben Vadászkert néven államosították. Az 1950-es évek elején egy ideig munkásszállásként használták, majd újra vendéglő lett. 1987–88-ban bezárt és Seyferd Gusztáv tervei alapján teljes rekonstrukciót végeztek el a vendéglőn. 1988 júniusában Trófea étterem néven nyitott meg. Napjainkban Trófea Grill Étterem néven üzemel.
8. – A kisföldalatti remíze
Az 1900-as évek elejétől az Erzsébet-királyné útja és a Mexikói út sarkánál lévő területen ügetőpálya működött több mint harminc éven át. A második világháború után az 1970-es évek elejéig sportpályák, teniszpályák voltak a területen. A kisföldalatti vonalhosszabbításával együtt új járműtelepet alakítottak ki ezen a helyen. A meghosszabbított vonalat 1973. december 30-án adták át és azóta is itt üzemel a csuklós Ganz motorvonatok remíze.
10/d–e – lakóházak
1958 és 1960 között az Országos Vízügyi Felügyelőség által építtetett lakóépület-együttes. A négy ház tervezője Mandel Tamás (1930–2003) volt. Az utcáról jól látható helyen a kertben található Megyeri Barna (1920–1966) Nyugalom című szobra. Az 1963-ban készült mű fekvő, könyöklő nőalakot ábrázol. A házakhoz bejárat van az Amerikai út 90/b-c és Edison köz 3-5 felől is. A háza
11. – lakóház
E házban élt 1934-től haláláig Kemény Gábor (1883–1948) Kossuth-díjas pedagógus, szakíró. Veje Hamvas Béla (1897–1968) író, filozófus is itt élt 1945-től haláláig feleségével, Kemény Katalin (1909–2004) író, műfordítóval. A ház Columbus utcai részén lakott 1956-tól haláláig G. Dénes György (1915–2001) Kossuth-díjas költő, színpadi szerző.
12. – lakóház
1891-ben építtette Kuncz Ferenc műkertész. Az 1920-as évek végétől Tolnai Simon (1868–1944) könyv- és lapkiadó volt a tulajdonosa.
14/a–20. – Erzsébet királyné úti lakótömb
1954 és 1957 között épült lakótömb 24 házzal, 257 lakással. A házak az Erzsébet királyné útja, Dorozsmai utca között, északkeleten az Uzsoki utca mindkét oldalán, délnyugaton az Amerikai út, Laky Adolf utca közötti határvonallal behatárolt területen helyezkednek el. Az 1980-as években emeletráépítéssel növelték a lakások számát.
15–17. – lakóházak
A 15-ös számú telken épült 1892-ben Gutwillig József építész saját családi háza. A 17-es telken 1896-ban Frim Jakab építtetett házat, mikor a 15-ös épületet is megvásárolta és itt működtette az első pesti gyógypedagógia iskolát. Az 1920-as évektől ismét családi villaként működött a két épület; a 17-es szám alatti ház Slachta Margit tulajdona volt.
23. – lakóház
1890 és 1895 között épült villa a telken. A két világháború között Ruttkai Antal a Magyar Divatcsarnok tulajdonosa lakott itt. Külön figyelmet érdemel a villa kerítése és a földszinti terasz díszei.
25. – lakóház (Laky Adolf utca 46.)
Az 1880-as évek elején építtette és tervezte Pucher József építési vállalkozó saját magának. 1890-től Laky Adolf (1829–1910) ötvösművész, mecénás tulajdona volt, aki jelentősen bővítette.
27. – lakóház (Laky Adolf utca 51.)
Az 1850-as években épült közösségi épület. Az 1890-es évektől Grauer Miksa szeszgyáros, a Pesti Izraelita Hitközség egyik világ vezetőjének a tulajdonában volt. Grauer zsidó karitatív intézményt működtetett itt. Annak ellenére, hogy az épületet műemlékként tartja nyilván a szakirodalom, jelenleg már csak a romos homlokzata áll, a mögötte lévő részét 1999-ben lebontották.
35–37. – Jókai Mór Általános Iskola
Az intézmény 1955-ben alakult Vámos Ilona Általános Iskola néven és a Mexikói úti mozgássérültek általános iskolájában kezdte meg a működését, majd 1958-ban költözött az Erzsébet királyné útján elkészült új iskolaépületbe. 1990-ben kapta mai nevét a Jókai Mór Általános Iskolát.

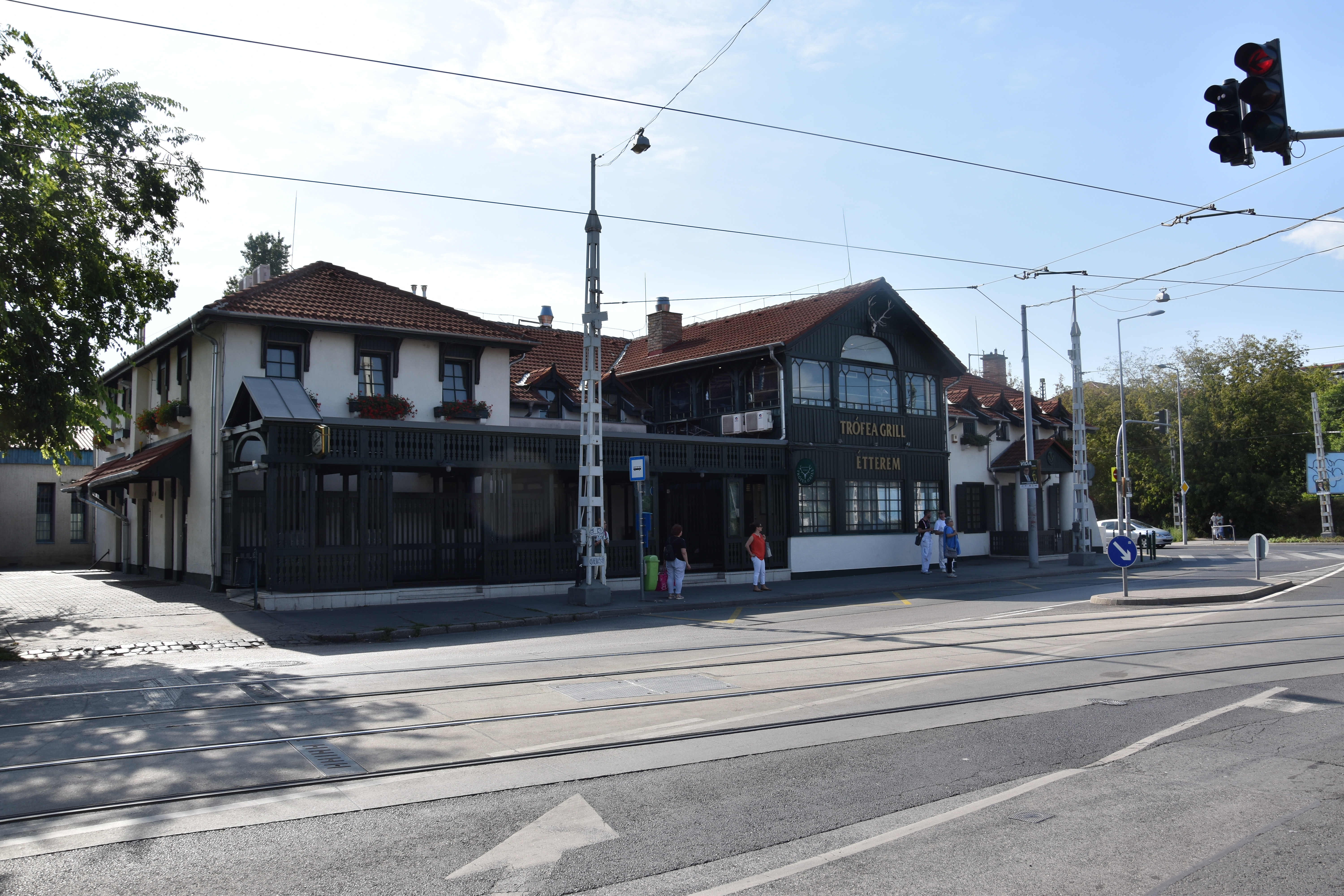
Trófea Grill étterem (Erzsébet királyné útja 5.)
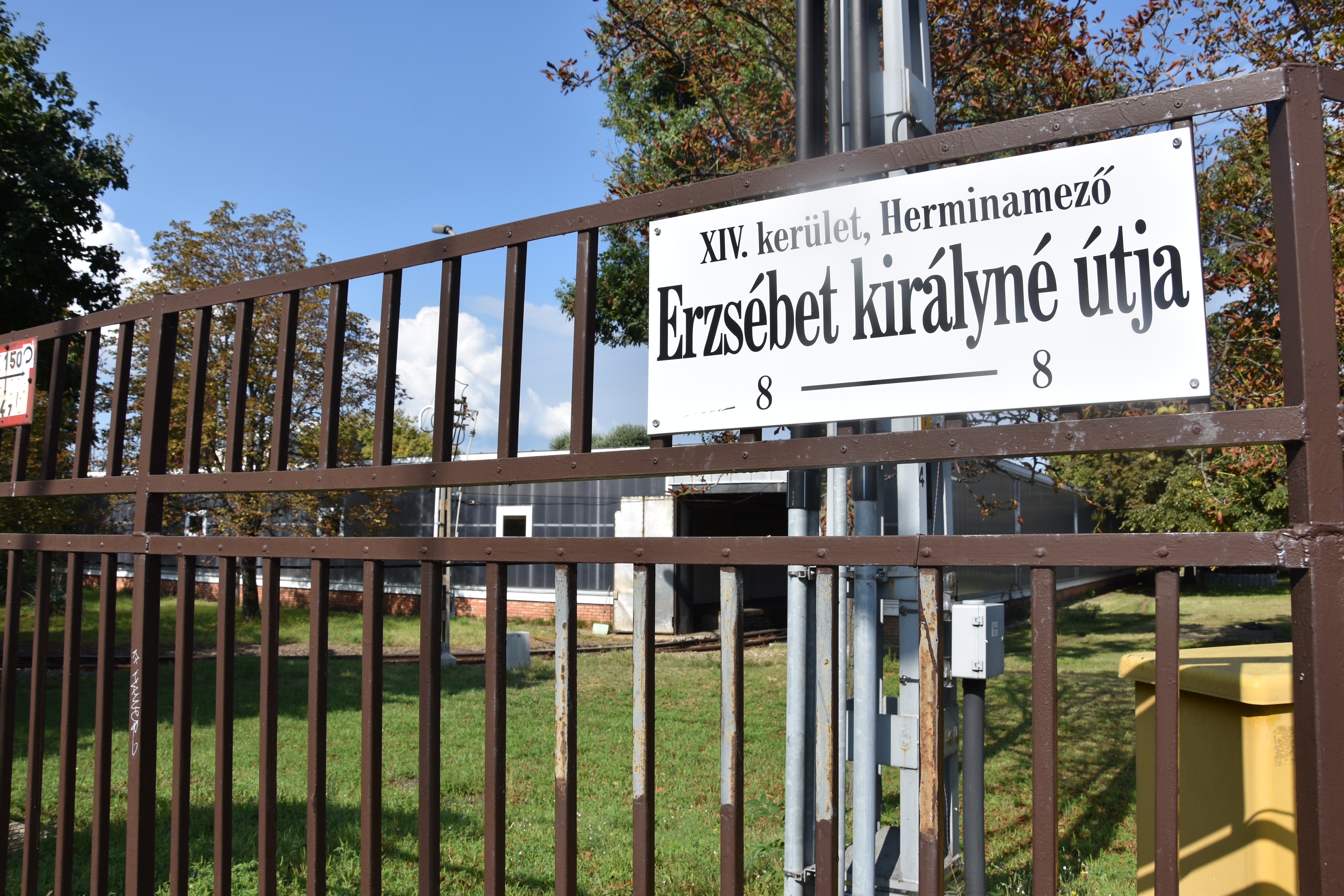
A kisföldalatti remíze (Erzsébet királyné útja 8.)
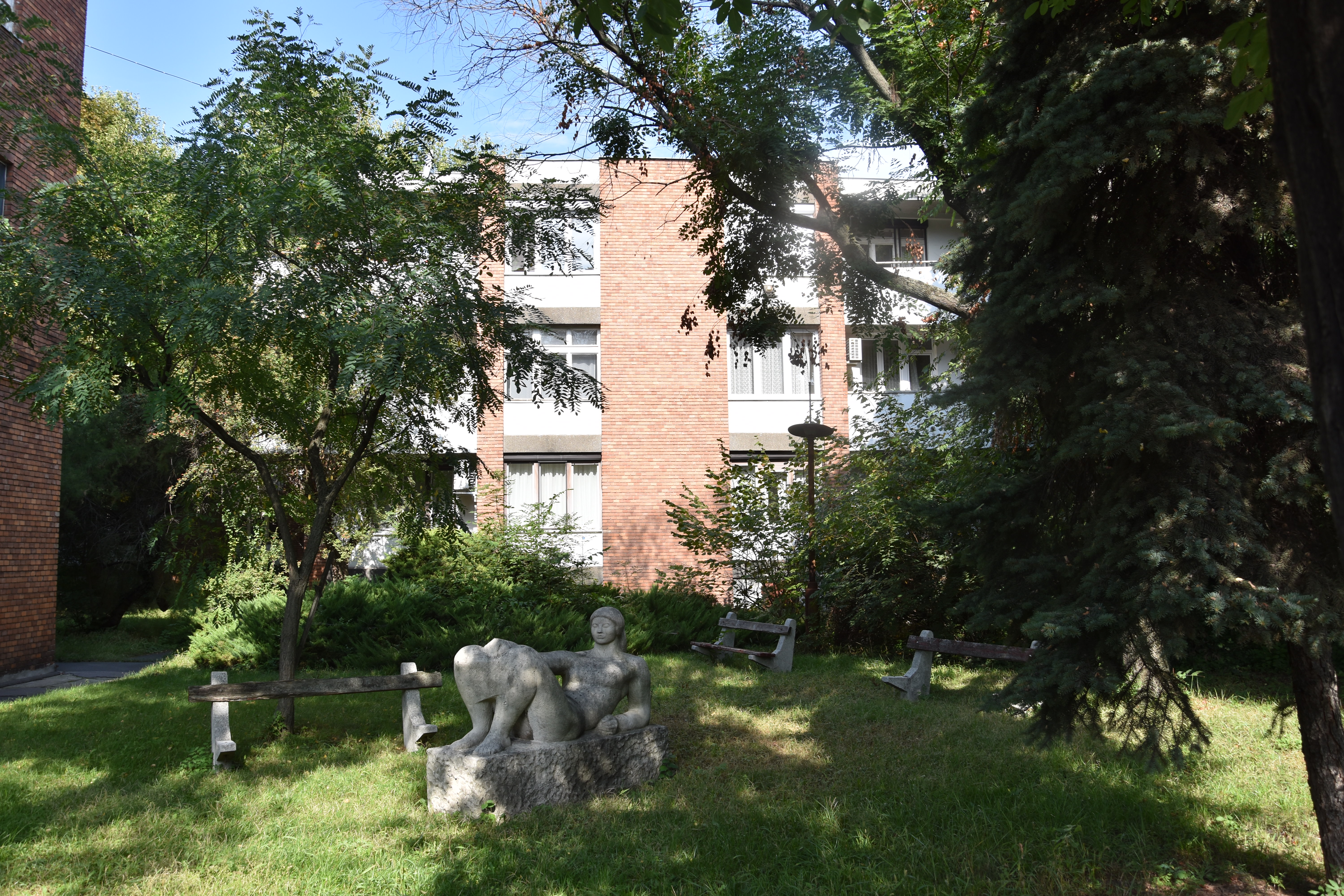
Lakóházak az Edison köznél (Erzsébet királyné útja 10/c–d)
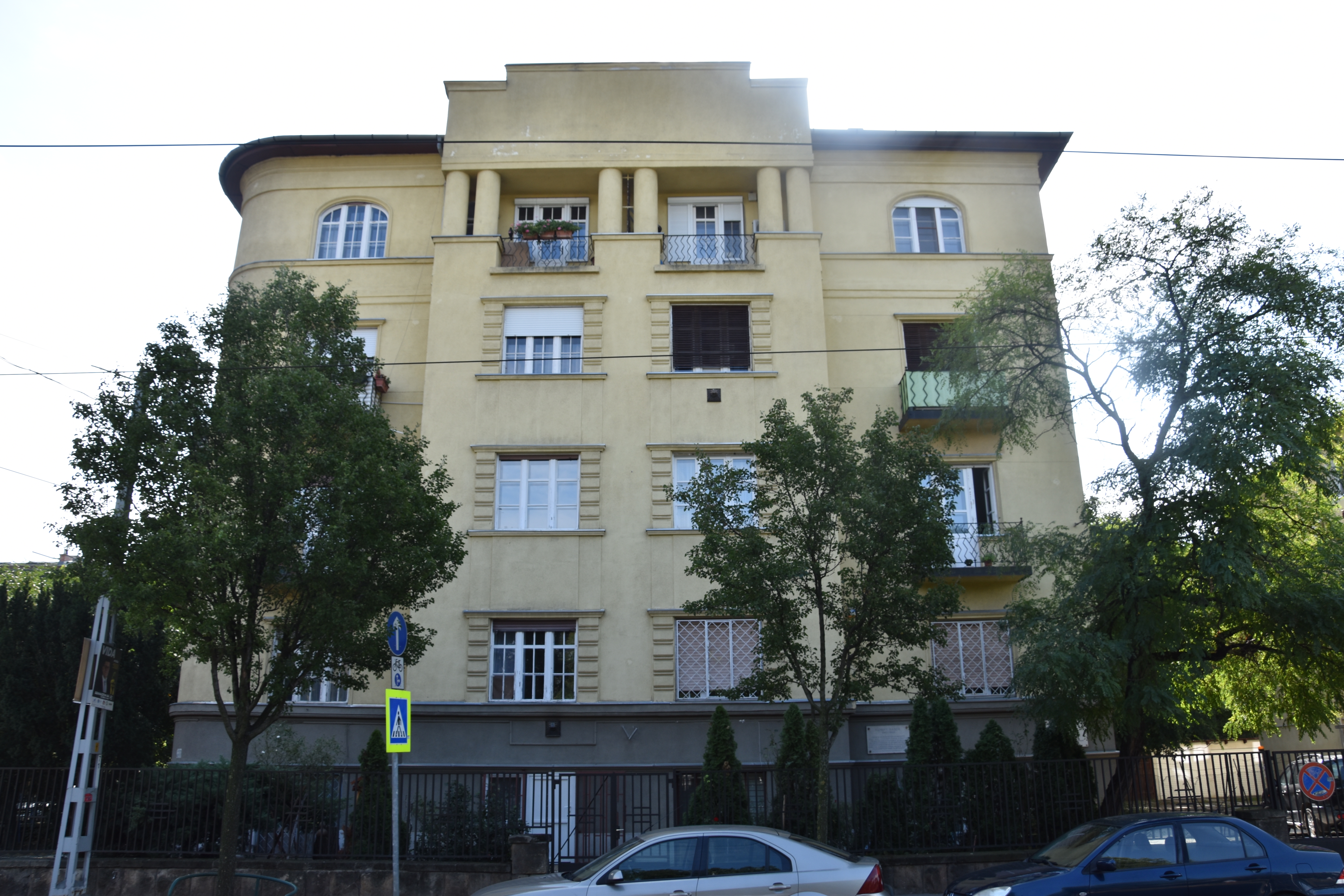
Kemény Gábor és Hamvas Béla egykori lakhelye (Erzsébet királyné útja 11.)
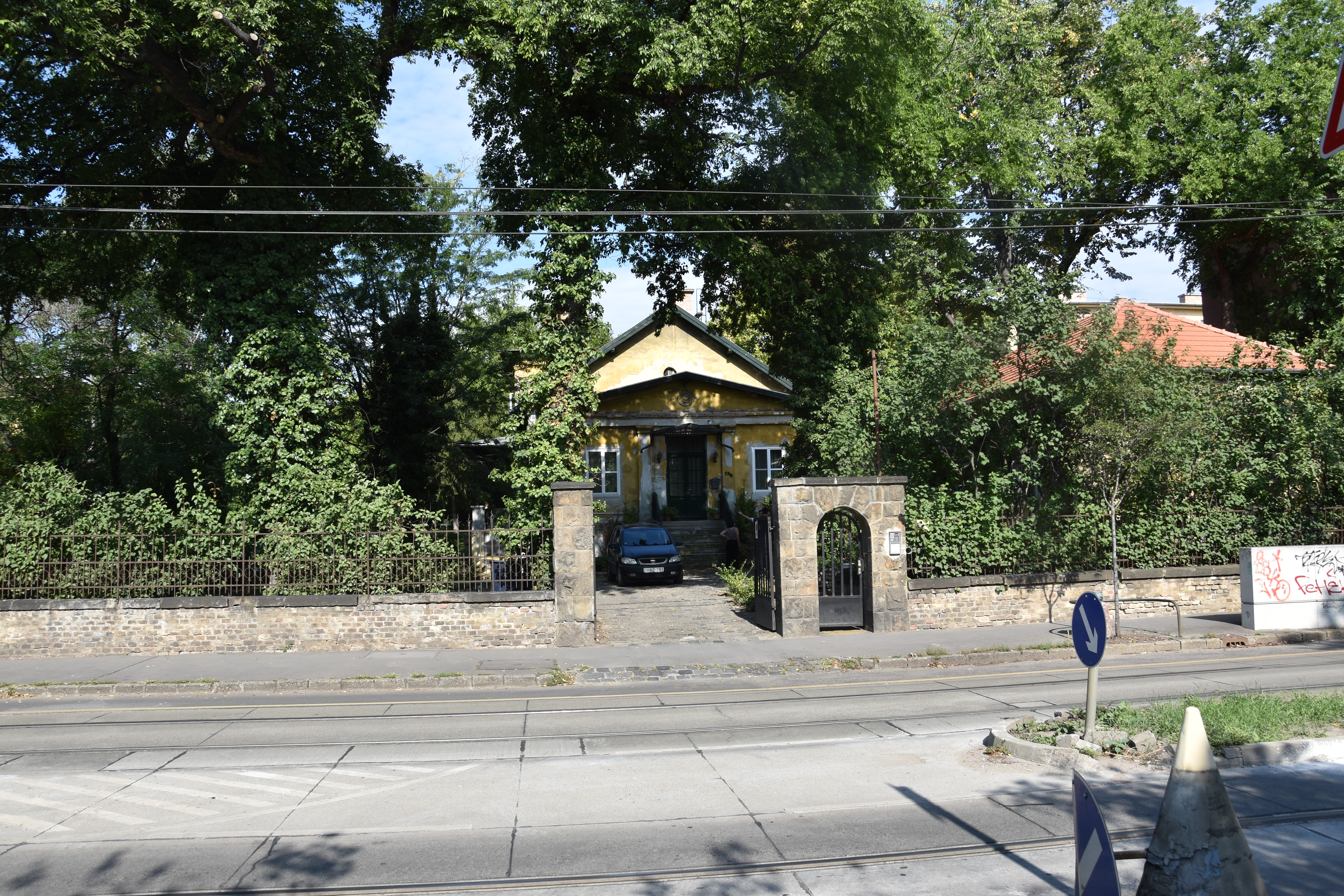
Tolnai Simon egykori lakóhelye (Erzsébet királyné útja 12.)
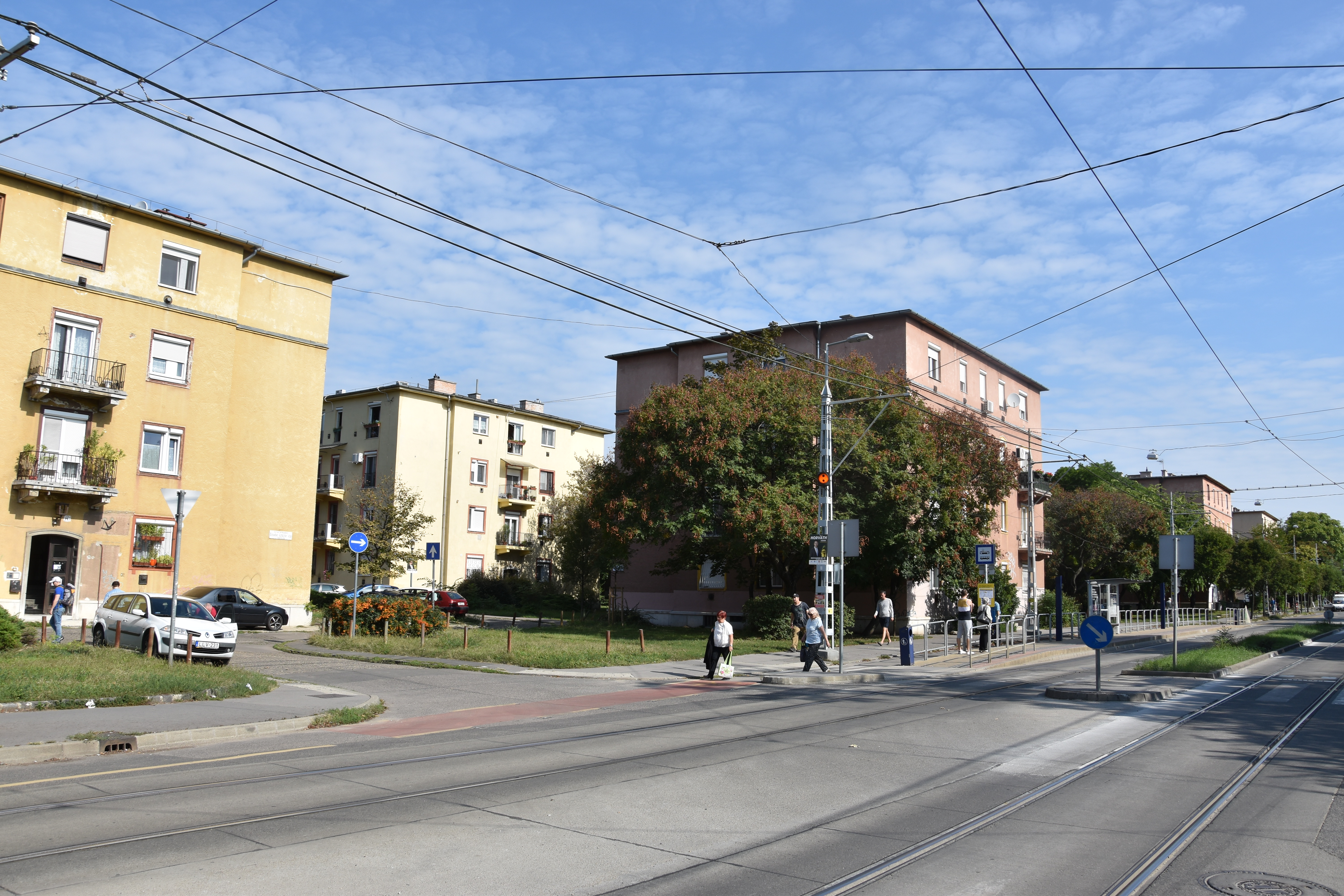
Erzsébet királyné úti lakótömb (Erzsébet királyné útja 14/a–20.)
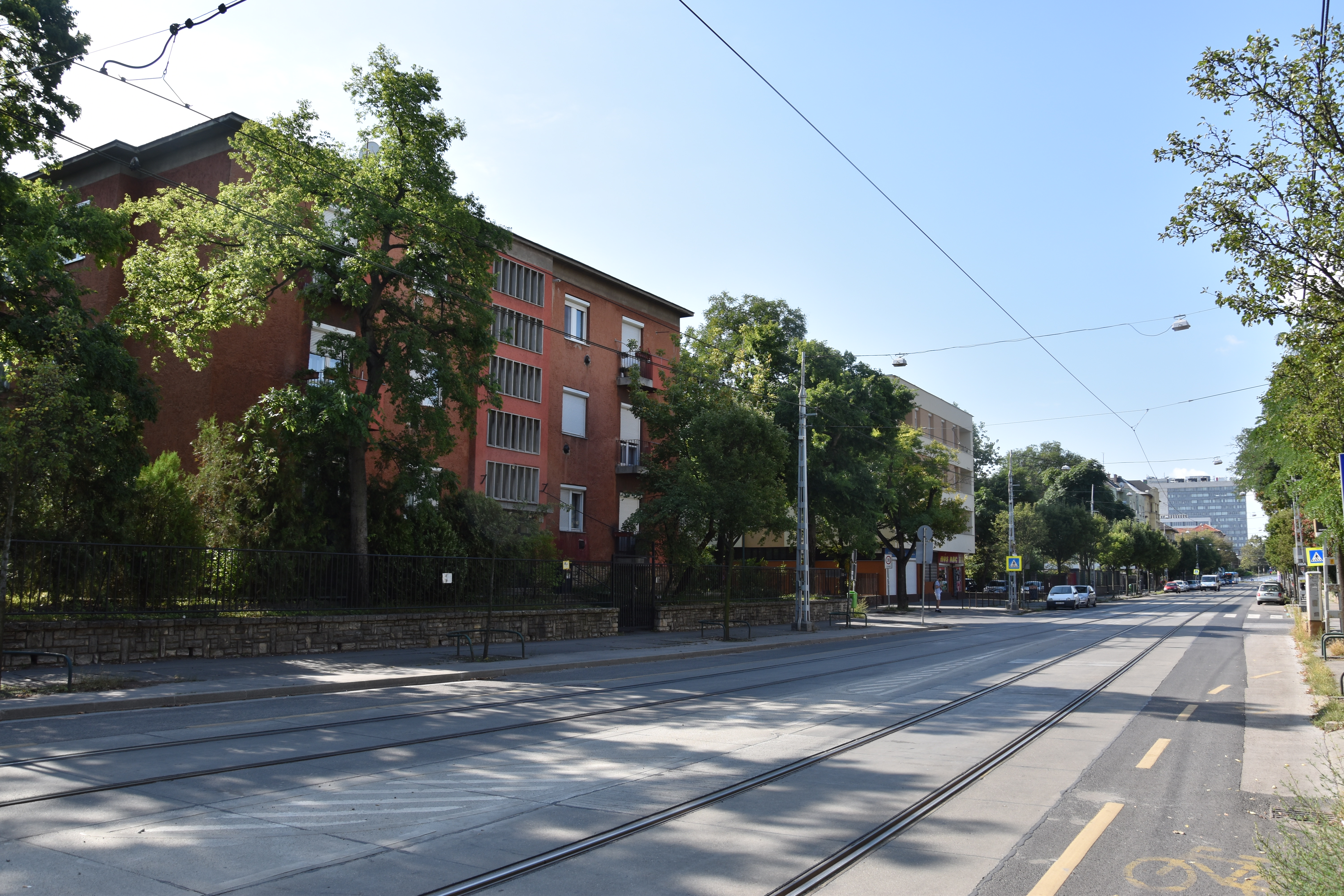
utcakép az Amerikai út felől a város felé
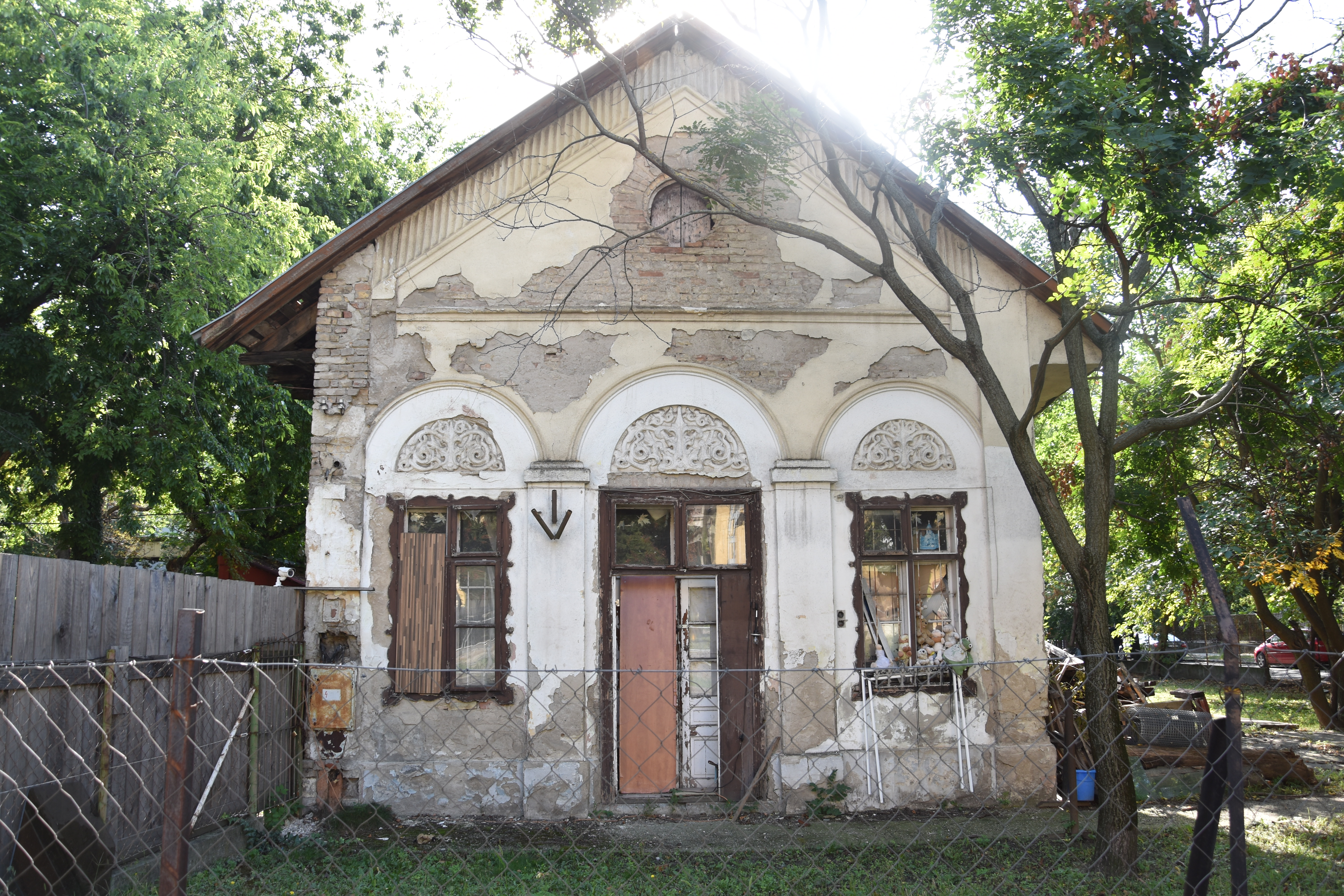
egykori zsidó közösségi ház romos homlokzata (Erzsébet királyné útja 27.)
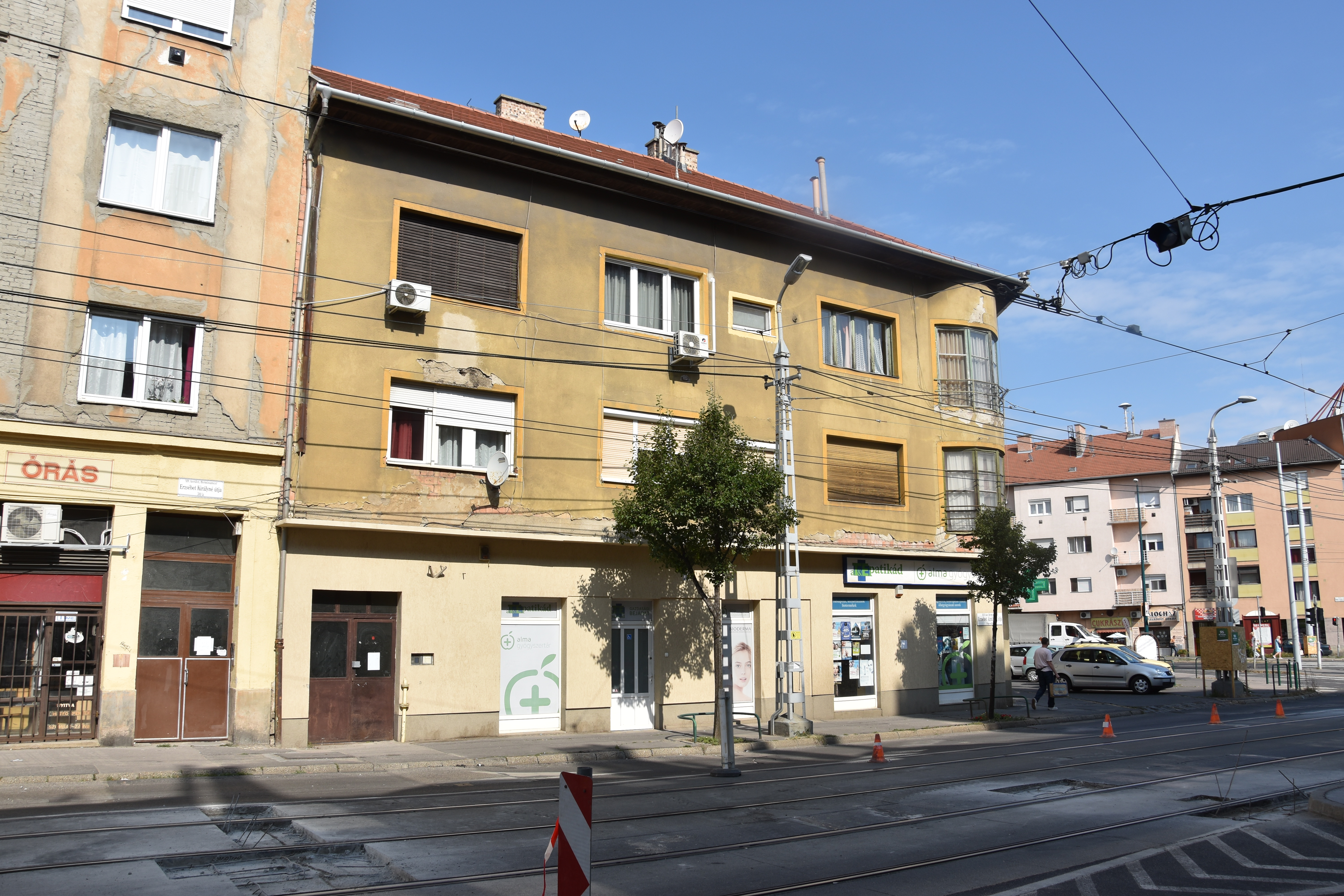
lakóház (Erzsébet királyné útja 30/b)
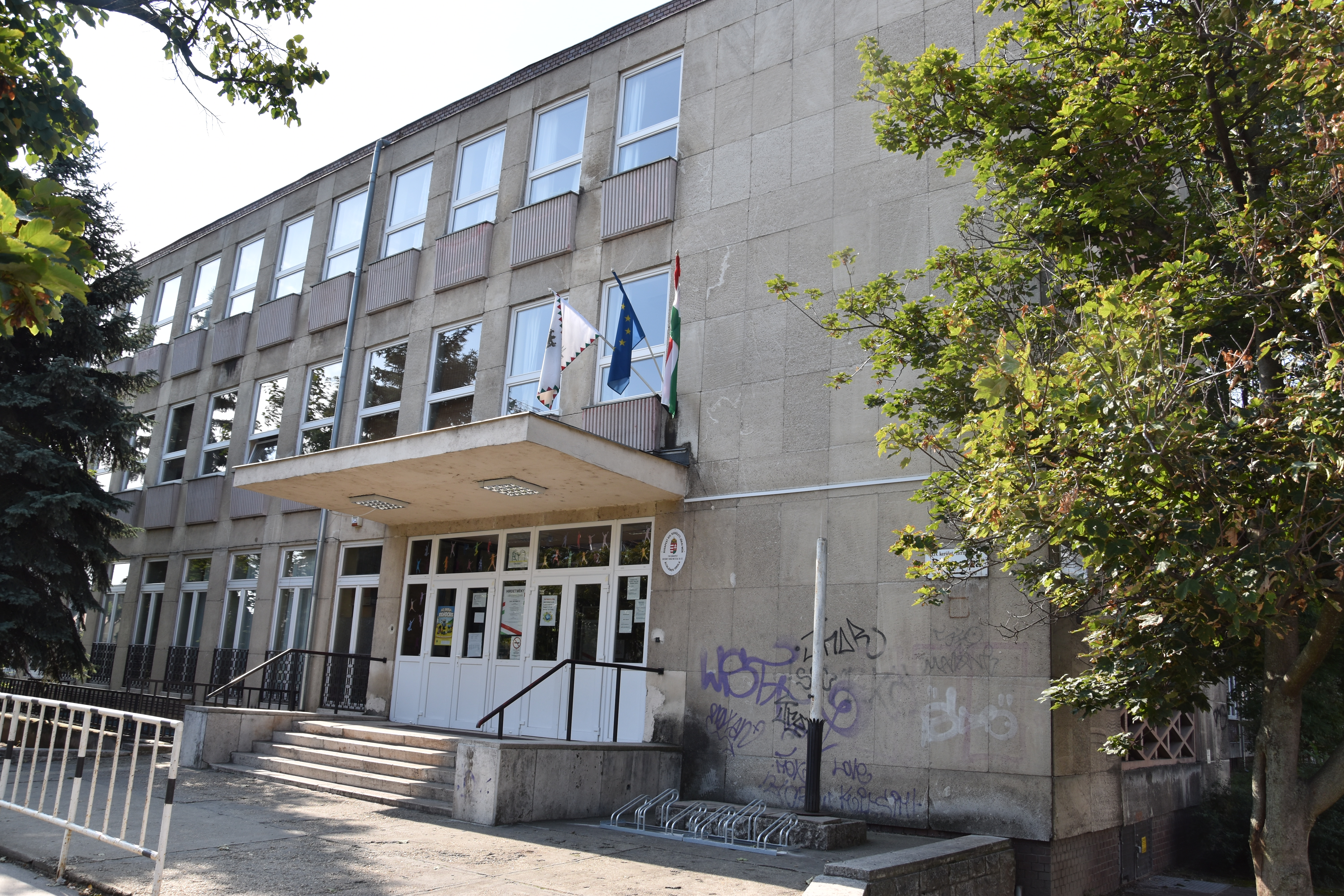
Jókai Mór Általános Iskola (Erzsébet királyné útja 35–37.)

### A Nagy Lajos király útja és a Szuglói körvasút sor között
36/b – egykori Éva mozi
1937-ben nyílt meg Star mozi néven, de jogvita miatt hamarosan Stand mozi lett a neve. 1942 óta Éva mozi. A második világháborúban bombatalálat érte és súlyosan megrongálódott. Az 1950-es évek elején nyílt meg újra. 1974-ben rossz állapota miatt lebontották, 1976-ban nyílt meg helyén az új Éva mozi, mely 1995. április 23-án zárt be végleg. Ezután a Dinasztia Könyvkiadó működött itt, majd élelmiszerüzleteknek adott helyet. Napjainak ruhaüzlet található itt.
57. – Aluminiumárugyár
Az elődvállalatot Fischer József alapította 1898-ban. Először a Hungária körút 157. szám alatt működött, majd 1900-ban a Gizella út 51. szám alá költöztek. A gazdasági konjunktúra hatására 1906 ismét költöztek. Az Erzsébet királyné útján vásárolt telken 1910-ben már 25 tisztviselőt és 195 munkást foglalkoztattak. 1948. március 25-én a vállalatot államosították és az ALBART tröszthöz sorolták be. 1949-ben a gyár visszanyerte önállóságát Aluminiumárugyár néven. Európában elsőként itt gyártottak kisnyomású, hegesztett kivitelű alumínium gázpalackokat.
112–114. – irodaépület
Az 1907-ben alakult Gróf Csáky László Prakfalvi Vas- és Acélgyár Rt. megvásárolta Rudolf Schmidt és Társa magyarországi cégét és a hozzátartozó zuglói ingatlanokat. Az acélgyár 1916-ban kezdte meg üzemelését. A prakfalvi alapgyár Csehszlovákia területéhez került és 1921-ben a Banca Slovenska segítségével nacionalizálták. Ezt követően az 1920-es évek elején a részvénytársaság a zuglói telken új irodaépületet és üzem-épületegyüttest építtetett. Főépülete a részvénytársaság központjaként funkcionált. Később a cég neve Gróf Csáky László Ajax Acélművek Rt.-re változott. Az 1940-es évek elején itt gyártották a Longaphon szalagos hangfelvevő és lejátszó készüléket. 1948-ban a gyárat államosították. A ház a főváros helyi védettségű értékeinek jegyzékében szerepel.
118. – egykori Kovács Vendéglő és Zuglói étterem illetve Disco
1912-től az 1950-es évekig itt működött Kovács Gyula (1887–?) vendéglője, amely híres volt kiváló halételeiről és jó borairól. Átalakítás után Zuglói étterem néven nyílt meg újra. A Korál együttes 1980-as bemutatkozó albumának borítófotóját is itt készítették. 1982 és 1991 között itt működött a Zuglói Disco, amely 1987-től Audio’87 néven várta a vendégeket. Napjainkban pékség működik az épületben.
122. – egykori vámház
Budapest határában épült Vámház a Rákospalotára vezető út mellett. A ház a főváros helyi védettségű értékeinek jegyzékében szerepel.
125. – Ravak Irodaház
1970-es évek végétől itt működött a Merkur egyik használtautó-telepe. Napjainkban a Ravak Business Center található a telken.

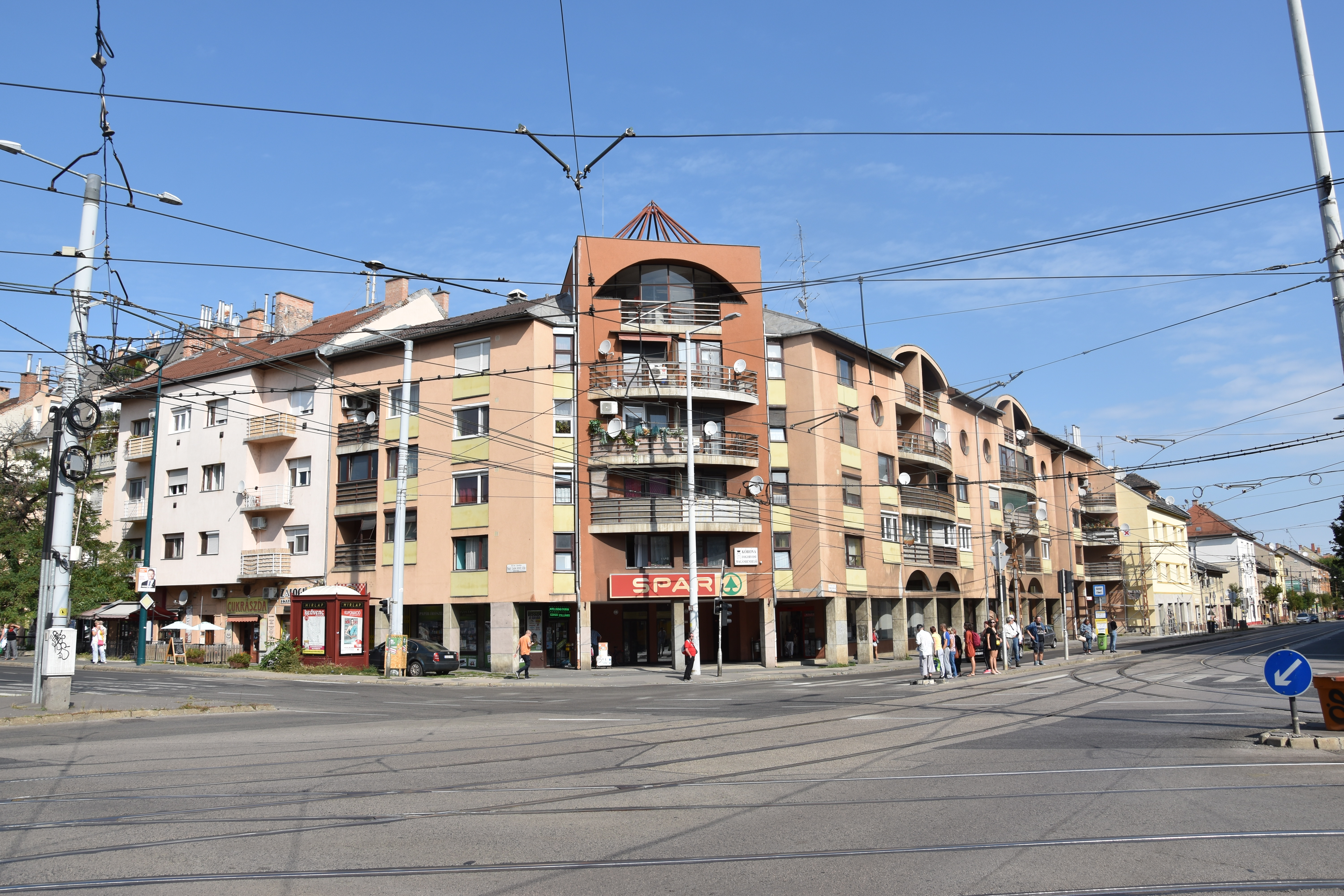
1999-ben ebben a házban rejtőzködött a szökésben lévő Ambrus Attila (Erzsébet királyné útja 32.)
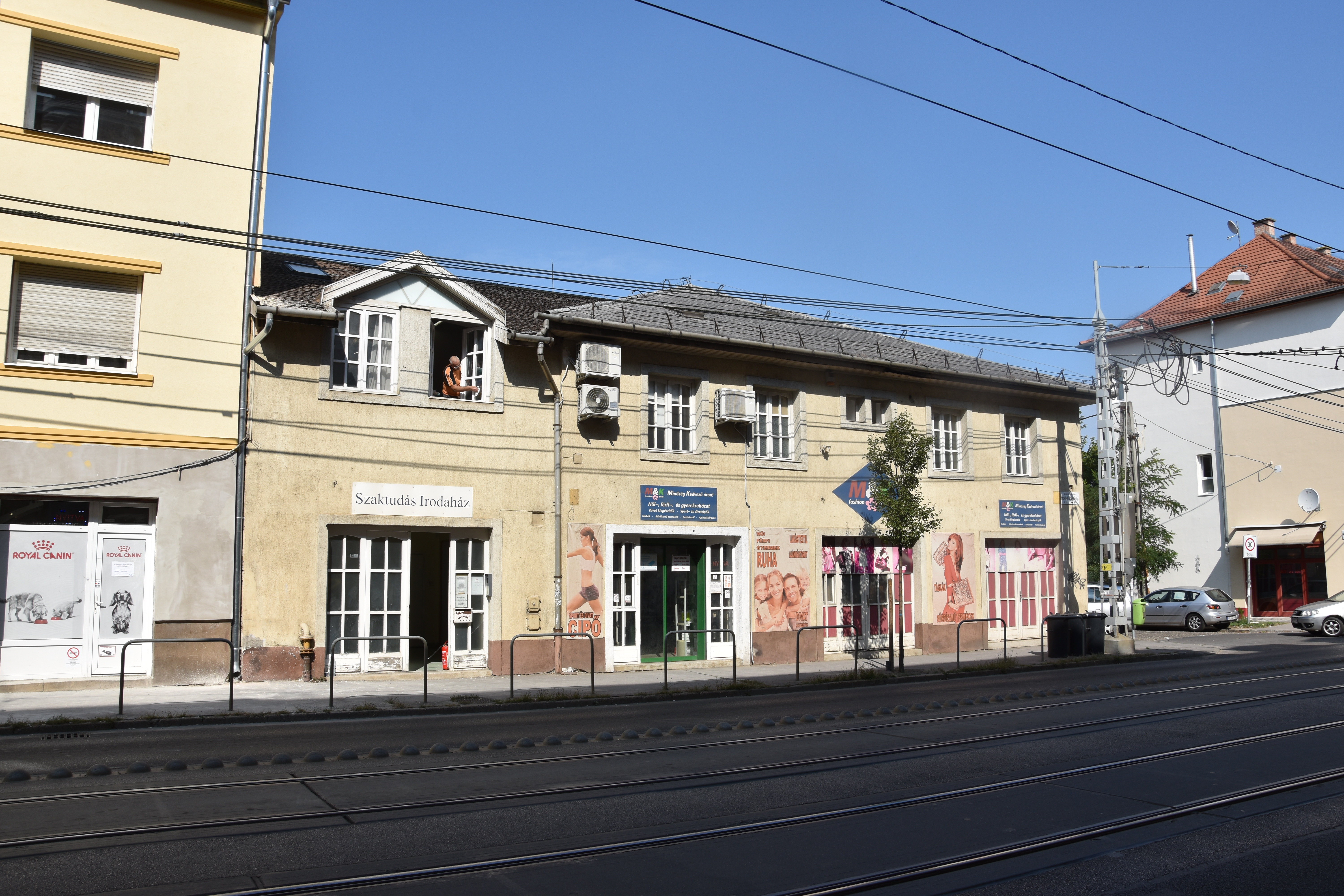
egykori Éva mozi épülete (Erzsébet királyné útja 36/b)
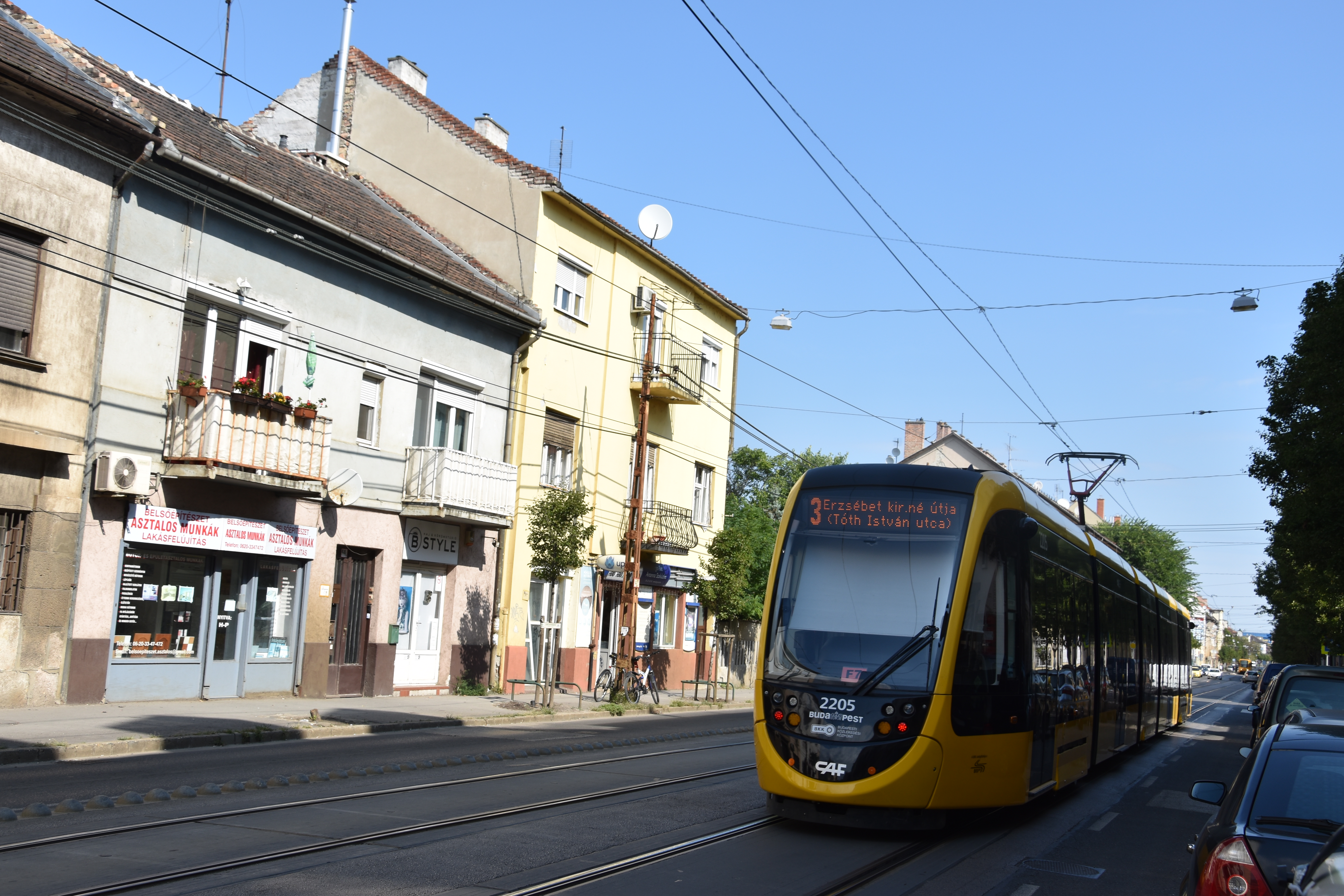
lakóházak (Erzsébet királyné útja 40.)
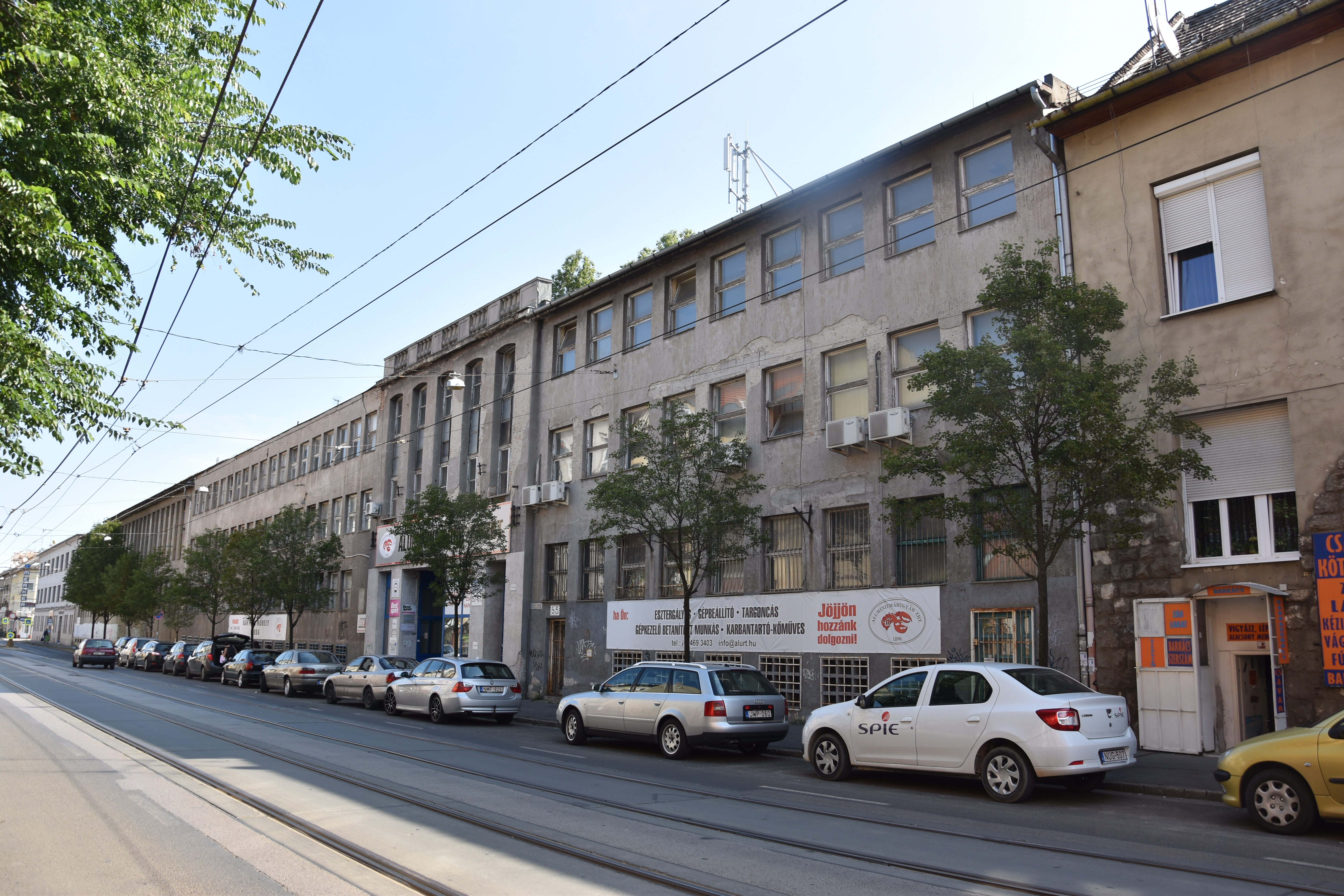
Aluminiumárugyár (Erzsébet királyné útja 57.)
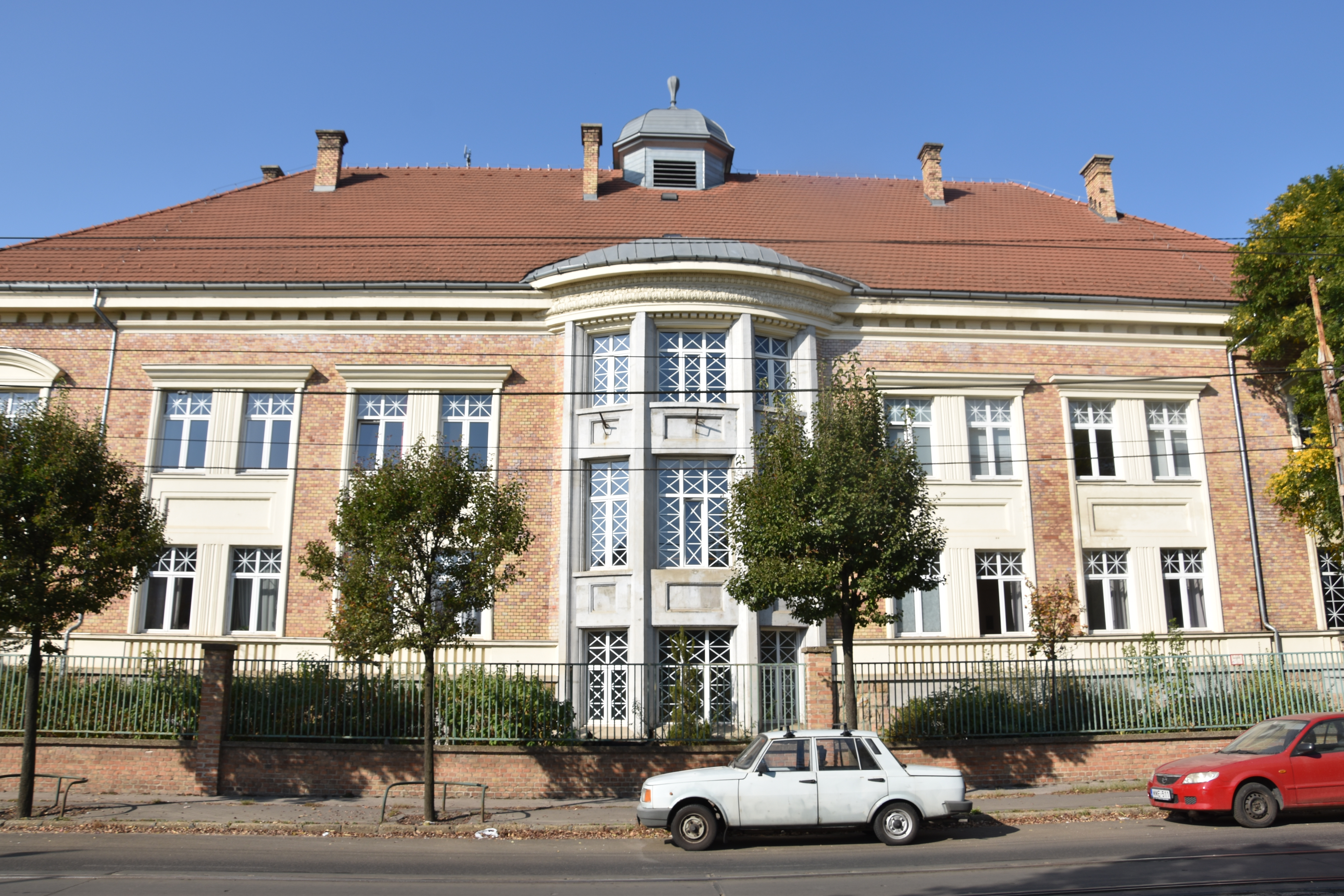
irodaépület (Erzsébet királyné útja 112–114.)
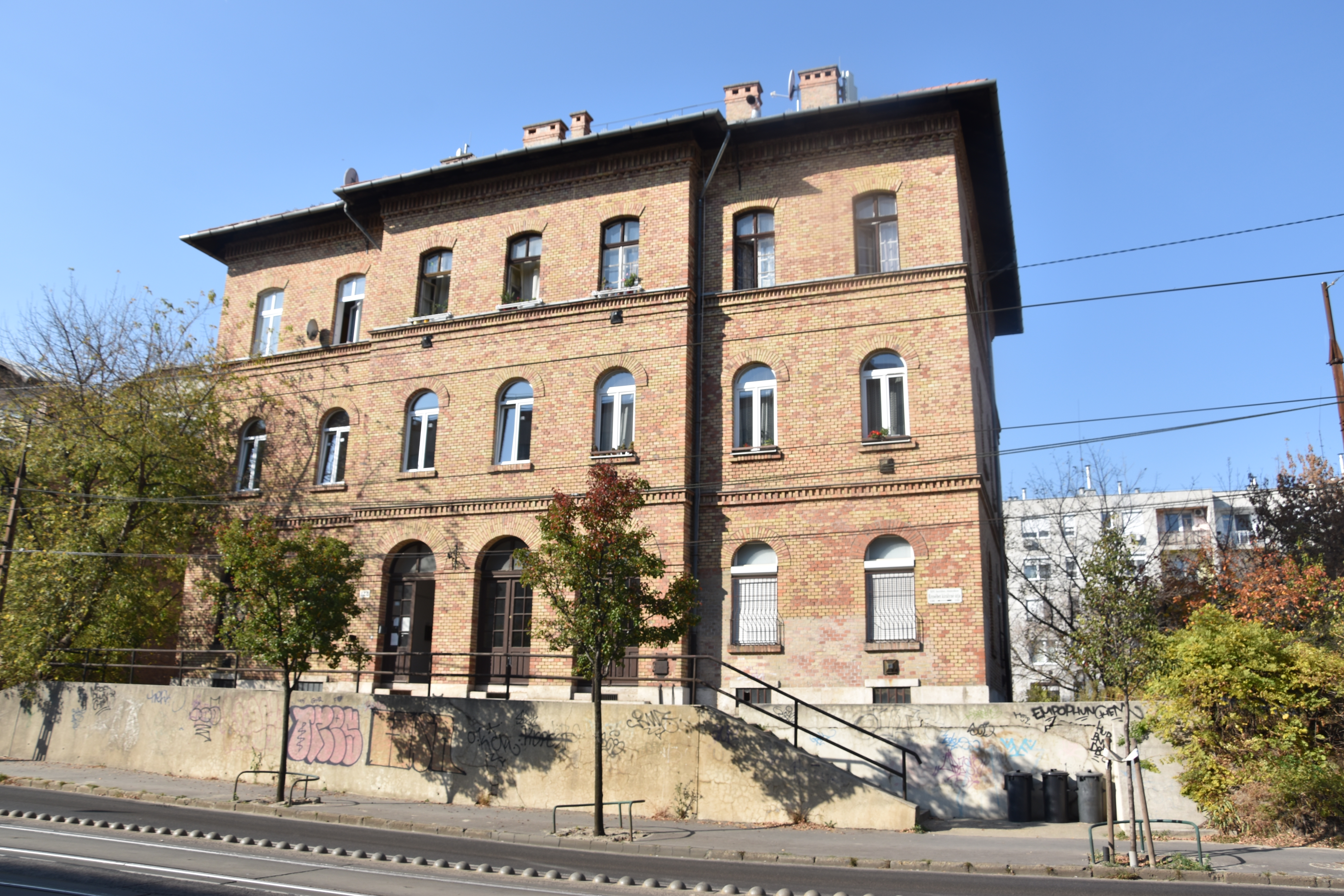
egykori vámház (Erzsébet királyné útja 122.)
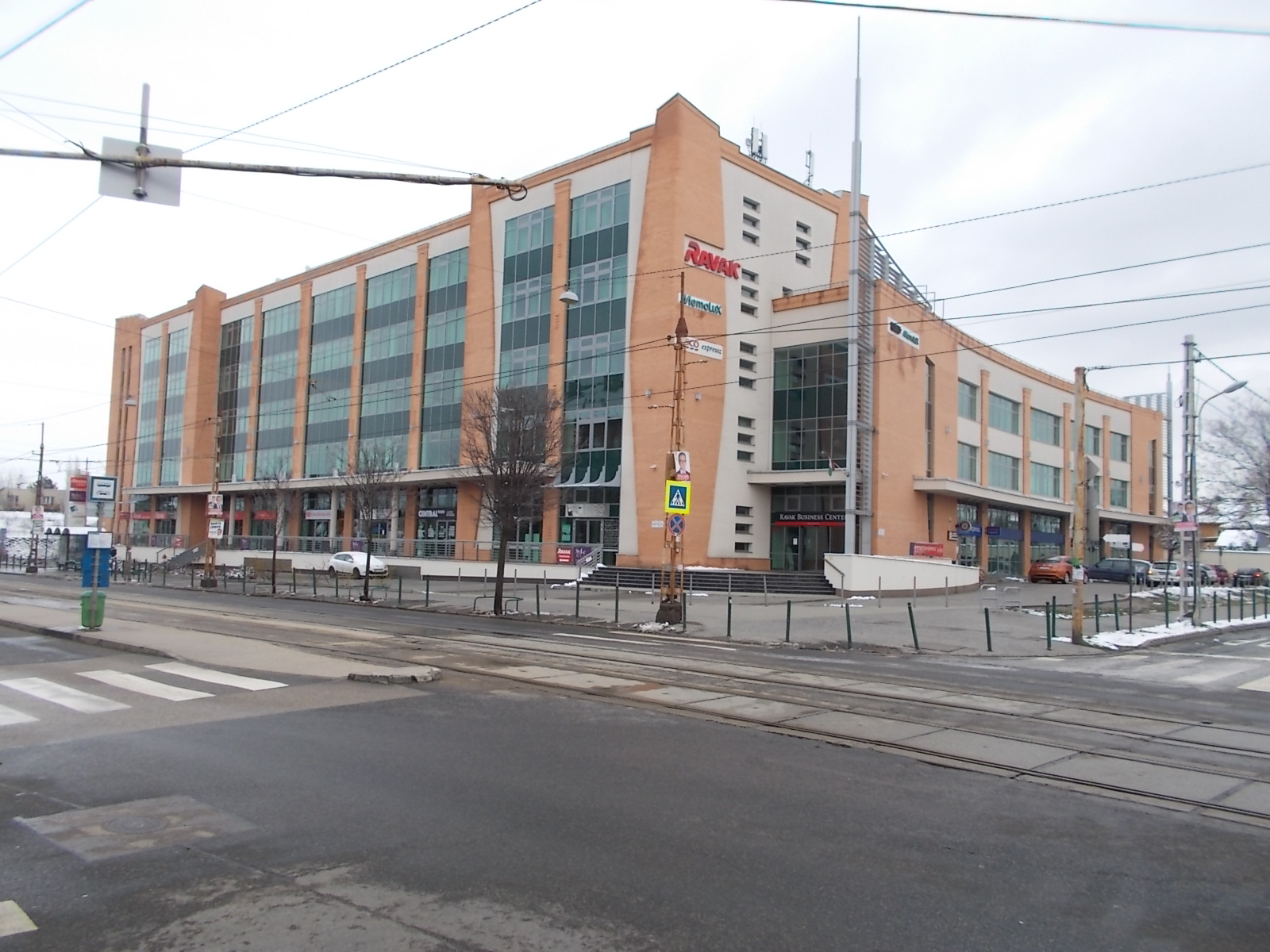
Ravak Irodaház (Erzsébet királyné útja 125.)

## Közlekedése
Az Erzsébet királyné útját két helyen is metszi vasútvonal: az elején a Budapest–Záhony-vasútvonal a Hungária körgyűrű mentén a Mexikói út és a Francia út között (napjainkban gyalogosaluljáró köti össze a két részt), valamint az 1889 körül átadott körvasút vonalában Rákospalota határánál. 1903-ban az Öv utcához ért a későbbi 67-es villamos vágánya a Keleti pályaudvar felől. 1913-ban megkezdődött a szuglói körvasút második vágányának építése, és egyes szakaszokon a töltés megemelése. A Kolozsvár utcai aluljáró Rákospalota felé közel tíz évig épült és 1925-re lett kész. Részben az első világháború hatására húzódtak el a munkálatok. 1947 előtt az Öv utcáig jártak a szerelvények, utána megindult a villamosközlekedés Rákospalota MÁV-telep felé. 1949. december 21-én indult a 70-es trolijárat az Erzsébet királyné útja aluljáró és a Kossuth Lajos tér között. 1964-ben készült el az új vágány a Nagy Lajos király útján összekötve a Bosnyák teret Rákospalotával. 1973-ban a kisföldalatti új végállomásától új villamosjárat indult. A járat a Mexikói úton épített új vonalrészen haladva kanyarodott az Erzsébet királyné útjára. 2000-ben új vágánykapcsolat készül a Nagy Lajos király útjánál a Mexikói út felől.

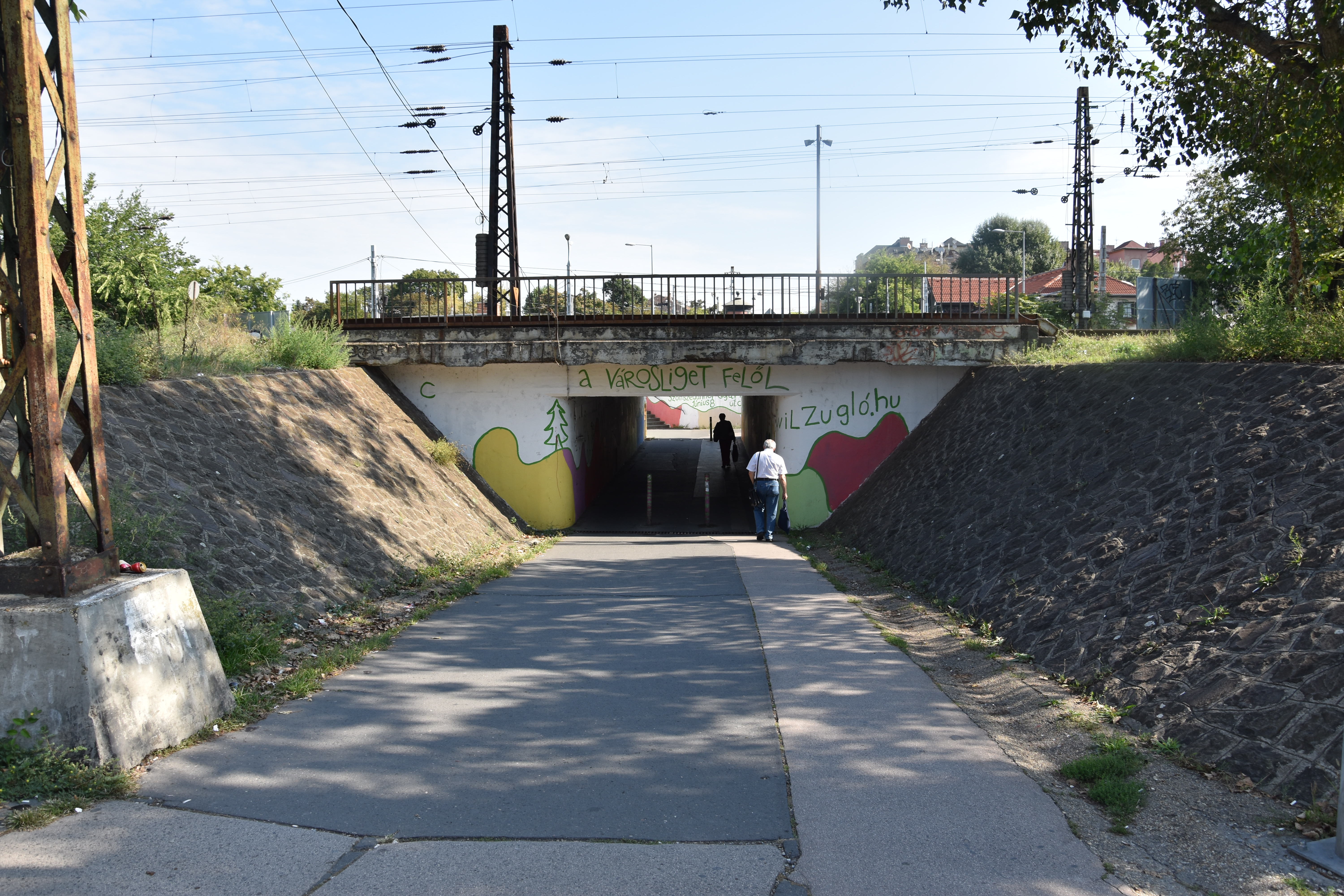
aluljáró a Francia út és a Mexikói út között
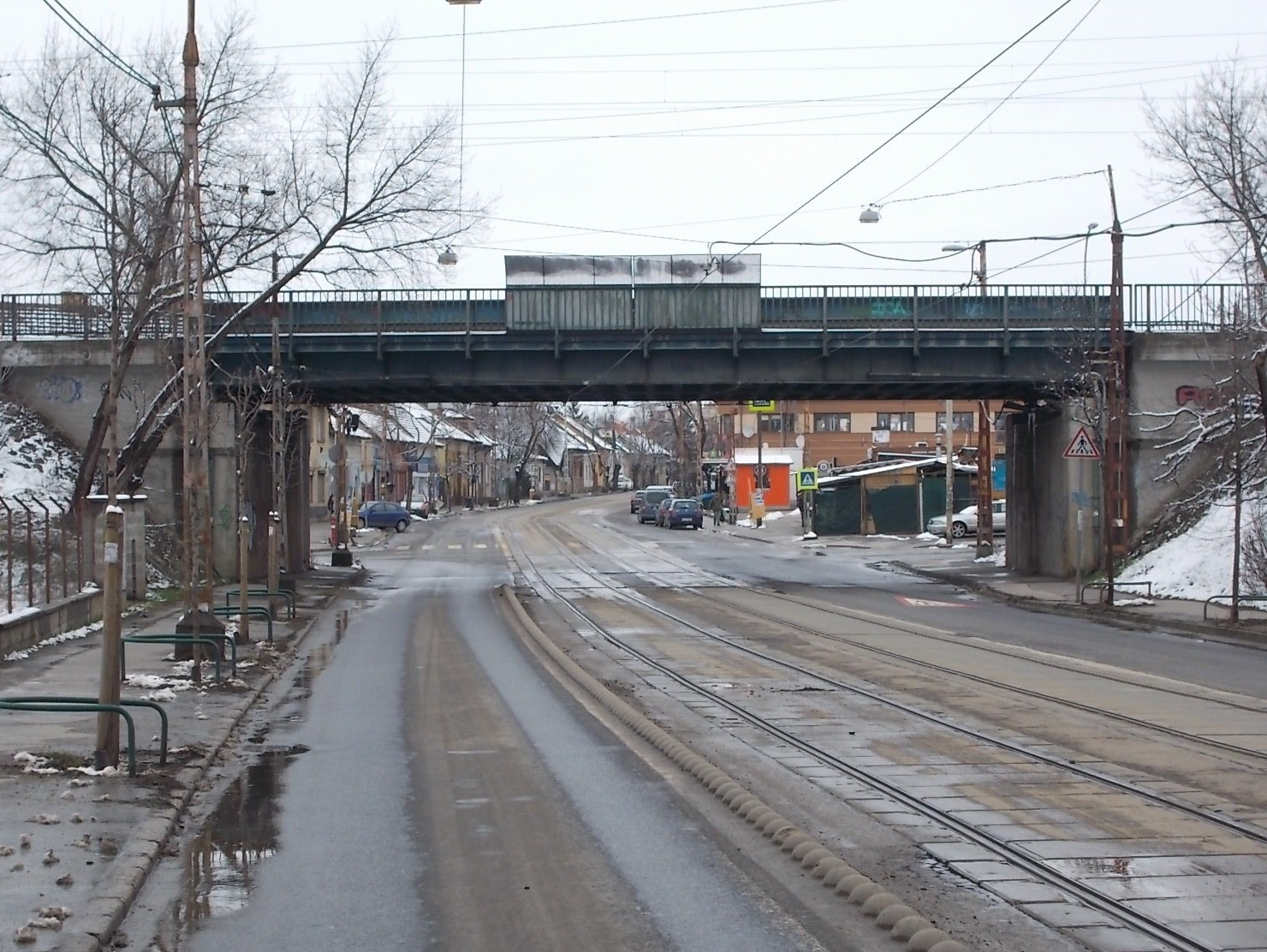
Kolozsvár utcai aluljáró

Csomópontok
| #   | Kereszteződés          | Közlekedési lámpa | BKK megállók               | Keresztező BKK járatok |
| --- | ---------------------- | ----------------- | -------------------------- | ---------------------- |
| 1.  | Hermina út             | nincs             | 70                         | 72, 74                 |
| 2.  | Hungária körút         | van               | 70                         | 1, 1A 901, 918         |
| 3.  | Mexikói út             | van               | 5 3, 69 973, 973A          |                        |
| 4.  | Laky Adolf utca        | nincs             | 5 3, 69 973, 973A          |                        |
| 5.  | Róna utca              | van               |                            | 82, 82A                |
| 6.  | Nagy Lajos király útja | van               | 5 3, 62, 62A, 69 973, 973A | 32                     |
| 7.  | Fűrész utca            | nincs             | 5 62, 62A, 69 973, 973A    |                        |
| 8.  | Rákospatak utca        | van               | 5 62, 62A, 69 973, 973A    |                        |
| 9.  | Miskolci utca          | van               | 5 62, 62A, 69 973, 973A    |                        |
| 10. | Öv utca                | van               | 5 62, 62A, 69 973, 973A    | 124, 125, 125B         |

### Villamosok
65-ös villamos
| #   | Időszak   | az Erzsébet királyné útját érintette         | Státusz  |
| --- | --------- | -------------------------------------------- | -------- |
| 65  | 1911–1930 | a Mexikói út és az Öv utca között            | megszűnt |
| 65  | 1954–1970 | a Mexikói út és a Szuglói körvasútsor között | megszűnt |
| 65A | 1965–1970 | a Mexikói út és a Szuglói körvasútsor között | megszűnt |

A BKVT 1911 végén helyezte üzembe a 65-ös villamosjáratot, amely a Károly körút és az Erzsébet királyné útja között közlekedett a Rákóczi és a Thököly úton át. 1919–20 fordulóján rövid időre megszűnt a járat. A BSzKRt megalakulása (1923) után a társaság leghosszabb viszonylatának számított ez a járat több mint 15 kilométeres útvonalával. Az évek folyamán az útvonala folyamatosan változott, majd 1930. szeptember 15-én megszüntették. 1954. október 25-én az FVV indította újra Rákospalota, Bajcsy-Zsilinszky út és a Thököly út–Mexikói út kereszteződése között. 1965. december 1-jén betétjárata indult 65A jelzéssel a Thököly út és Rákospalota (ma: Rákospalota, MÁV-telep) között. 1970. április 3-án a 65-ös útvonala a Rákospalota, Czabán Samu tér–Rákospalota szakaszra korlátozódott, ennek következtében a 65A betétjárat megszűnt.
67-es villamos
| #   | Időszak   | az Erzsébet királyné útját érintette                      | Státusz  |
| --- | --------- | --------------------------------------------------------- | -------- |
| 67  | 1915–1997 | a Mexikói út és az Öv utca / a Szuglói körvasútsor között | megszűnt |
| 67A | 1946–?    | a Mexikói út és a Szuglói körvasútsor között              | megszűnt |
| 67A | 1970–1972 | a Mexikói út és a Szuglói körvasútsor között              | megszűnt |

A 67-es villamosjárat 1915 körül indult az Erzsébet királyné útja és a régi Lóversenytér között (a mai Puskás Ferenc Stadion környéke). A második világháború alatt 1944. novemberétől szünetelt a járat. 1945 júniusában indult újra hosszabb vonalon, az Apponyi tér és az Öv utca között. 1946. december 11-étől elindult a 67A villamos a Keleti pályaudvar – Öv utca útvonalon. 1947. augusztus 2-án a 67-est és a 67A-t Rákospalota, MÁV-telepig hosszabbították, de a betétjárat 1948 áprilisától ismét az Öv utcáig járt. 1970-ben a 2-es metró első szakaszának átadásával újra elindult a 67A, a Keleti pályaudvar és Rákospalota, MÁV-telep között. 1972. december 22-én a 2-es metró meghosszabbításával megszűnt a Rákóczi úti villamosközlekedés, ezért a 67-es villamos a Keleti pályaudvarig rövidült, míg a 67A megszűnt. Az 1990-es években mivel a járat jelentősége csökkent, a pályára is egyre kevesebb gondot fordítottak, így mind a Thököly úton, mind pedig a Mexikói úton egymást érték a 20–25 km/h-s sebességkorlátozások. 1997. március 11-én megszűnt a 67-es villamosjárat. Az elöregedett Mexikói úti villamosvágányokra hivatkozva pótlóbuszt indítottak helyette.
62-es villamos
| #   | Időszak | az Erzsébet királyné útját érinti                        | Státusz    |
| --- | ------- | -------------------------------------------------------- | ---------- |
| 62  | 1964–   | a Nagy Lajos király útja és a Szuglói körvasútsor között | közlekedik |
| 62A | 2008–   | a Nagy Lajos király útja és a Szuglói körvasútsor között | közlekedik |

1964. május 11-én a Nagy Lajos király útja Bosnyák tér és az Erzsébet királyné útja közötti szakaszán újonnan létesített kétvágányú vonalszakasz átadásával az FVV új járatot indított 62-es jelzéssel a Rákospalota, Pestújhely és a Kerepesi úti lakótelep között a Kolozsvár utcán és az Erzsébet királyné útján. 2008. augusztus 21-étől a 62-es meghosszabbítása miatt közlekedik a 62A betétjárat annak korábbi vonalán, Rákospalota, MÁV-telep és Kőbánya alsó vasútállomás (Mázsa tér) között.
Napjainkban a 62-es járat Rákospalota, MÁV-telep és a Blaha Lujza tér között közlekedik, a 62A betétjárat Rákospalota, MÁV-telep és a Kőbánya alsó vasútállomás (Mázsa tér)  között jár.
69-es villamos
| #   | Időszak | az Erzsébet királyné útját érinti            | Státusz    |
| --- | ------- | -------------------------------------------- | ---------- |
| 69  | 1973–   | a Mexikói út és a Szuglói körvasútsor között | közlekedik |
| 69A | 1997    | a Mexikói út és a Szuglói körvasútsor között | megszűnt   |

1973. december 29-én az M1-es metróvonal meghosszabbításával együtt indult el az új 69-es villamos. A járat a Mexikói úton épített új vonalrészen haladva rákanyarodott az Erzsébet királyné útjára, innen pedig a 67-es villamossal párhuzamosan haladva érte el a rákospalotai MÁV-telepi villamos-végállomást. Majd az újonnan épített szakaszon haladva érte el újpalotai végállomását, amelyet az Erdőkerülő utcai kereszteződésnél alakítottak ki. 1997. március 11-én a 67-es villamos megszűnése miatt a 69-es betétjáratot kapott 69A jelzéssel, ami a Mexikói út – Rákospalota MÁV-telep útvonalon közlekedett. A betétjárat nem közlekedett sokáig, 1997. szeptember 30-án a BKV megszüntette.
Napjainkban is a Mexikói út és Újpalota, Erdőkerülő utca között közlekedik.
63-as villamos
| #  | Időszak   | az Erzsébet királyné útját érintette            | Státusz  |
| -- | --------- | ----------------------------------------------- | -------- |
| 63 | 2000–2001 | a Mexikói út és a Nagy Lajos király útja között | megszűnt |

2000. szeptember 4-étől járt 63-as jelzéssel: az új 3-as villamos terveinek köszönhetően új vágánykapcsolat épült a Nagy Lajos király útja–Erzsébet királyné útja kereszteződésében, így lehetővé vált ideiglenesen új járat létesítése. 2001. október 2-án szűnt meg, másnap már a hosszabb útvonalon közlekedő 3-as villamos járt helyette.
3-as villamos
| # | Időszak | az Erzsébet királyné útját érinti               | Státusz    |
| - | ------- | ----------------------------------------------- | ---------- |
| 3 | 2001–   | a Mexikói út és a Nagy Lajos király útja között | közlekedik |

2001. október 3-án az Örs vezér tere elkészültekor a 13-as és a 63-as villamosvonal összevonásával jött létre a mai 3-as viszonylat.
Napjainkban a Mexikói út és a Gubacsi út / Határ út között közlekedik.

### Trolibuszok
70-es trolibusz
| #  | Időszak | az Erzsébet királyné útját érinti   | Státusz    |
| -- | ------- | ----------------------------------- | ---------- |
| 70 | 1949–   | a Hermina út és a Francia út között | közlekedik |

A 70-es trolibuszvonalat 1949. december 21-én, Sztálin 70. születésnapján adta át Bebrits Lajos közlekedésügyi miniszter. Napjainkban is a Kossuth Lajos tér és az Erzsébet királyné útja, aluljáró között közlekedik.

### Buszok
25-ös busz
| #  | Időszak   | az Erzsébet királyné útját érinti                          | Státusz  |
| -- | --------- | ---------------------------------------------------------- | -------- |
| 25 | 1929–1972 | a Mexikói út / Amerikai út és a Szuglói körvasútsor között | megszűnt |
| 25 | 1972–2008 | a Rákospatak utca és a Szuglói körvasútsor között          | megszűnt |

1929. november 30-án indult a 25-ös busz az Aréna út és az István út kereszteződésétől a Városliget – Erzsébet királyné útja – Körvasút sor – Rákospalota – Pozsony utca útvonalon a BART üzemeltetésében. 1940 és 1946 között a második világháború miatt a busz közlekedése többször szünetelt. Az útvonal és a két végállomás többször változott időközben, de az Erzsébet királyné útját többnyire a Mexikói úttól vagy az Amerikai úttól a körvasútsorig érintette a járat. 1972 márciusától az Erzsébet királyné útja átépítése miatt az Amerikai út helyett kifelé Kacsóh Pongrác út – Rákospatak utca útvonalon, befelé a Mexikói út helyett Rákospatak utca – Ungvár utca útvonalon közlekedtek. 2008-ban a jelenlegi 25-ös busz jelentősen új útvonalat kapott.
5-ös busz
| # | Időszak | az Erzsébet királyné útját érinti            | Státusz    |
| - | ------- | -------------------------------------------- | ---------- |
| 5 | 2008–   | a Mexikói út és a Szuglói körvasútsor között | közlekedik |

2008. szeptember 6-án az 5-ös autóbuszjáratot összevonták a 67V villamospótló, és a 25-ös buszokkal, így útvonala egészen Rákospalota, Kossuth utcáig hosszabbodott.
173É / 973-as busz
| #    | Időszak   | az Erzsébet királyné útját érinti            | Státusz    |
| ---- | --------- | -------------------------------------------- | ---------- |
| 173É | 1980–2005 | a Mexikói út és a Szuglói körvasútsor között | megszűnt   |
| 973  | 2005–     | a Mexikói út és a Szuglói körvasútsor között | közlekedik |

1980. október 1-jén elindult a 173-as éjszakai busz a Baross tér, Keleti pályaudvar és Újpalota, Erdőkerülő utca között az éjszakai 69-es villamos helyett. Később a 173É jelzést kapta. 2005. szeptember 1-jén megszűnt, helyette a 973-as buszok közlekednek, melyek a Szentmihályi út és Nagytétény között járnak.